# Rolls-Royce Merlin
Роллс-Ройс Мерлин (англ. Rolls-Royce Merlin) — семейство авиационных двенадцатицилиндровых V-образных поршневых двигателей жидкостного охлаждения рабочим объёмом 27 л. Разработан и выпускался английской компанией Rolls-Royce Limited. Первоначально имел обозначение PV-12, затем в соответствии с традиционной системой наименования авиационных двигателей Роллс-Ройс по названиям хищных птиц получил имя Merlin — английское название дербника.
Один из самых массовых авиационных двигателей, всего компанией Rolls-Royce Limited и по лицензии выпущено почти 150 000 штук. Применялся на Avro Lancaster, De Havilland Mosquito, Supermarine Spitfire, Hawker Hurricane, North American P-51 Mustang и многих других самолётах периода Второй мировой войны.
Первый запуск PV-12 состоялся 1933 г. и, после нескольких модификаций, в 1936 г. были выпущены первые серийные варианты. Первыми принятыми на вооружение самолётами, на которых устанавливался «Мерлин», были Fairey Battle, Hawker Hurricane и Supermarine Spitfire. Больше всего «Мерлинов» было изготовлено для четырёхдвигательного тяжёлого бомбардировщика Avro Lancaster; тем не менее, двигатель наиболее тесно ассоциируется со «Спитфайром», начиная с первого полёта «Спитфайра» в 1936 году. Ряд быстро внедрявшихся разработок, вызванных потребностями военного времени, заметно улучшили характеристики и долговечность двигателя.
Один из символов Британии, «Мерлин» был и одним из наиболее удачных авиационных двигателей периода Второй Мировой войны, множество модификаций которого выпускалось фирмой Роллс-Ройс в Дерби, Кру и Глазго, так же, как и подразделением компании «Форд» в Великобритании Ford of Britain на их предприятии Trafford Park factory около Манчестера. Под наименованием Packard V-1650 одна из модификаций «Мерлина» выпускалась в Соединённых Штатах. Производство было завершено в 1950 году после выпуска в общей сложности почти 150 000 двигателей, последние модификации устанавливались на пассажирские и военно-транспортные самолёты.
На военных самолётах «Мерлина» заменил его более мощный преемник Rolls-Royce Griffon. Двигатели «Мерлин» и по сей день эксплуатируются Королевскими ВВС на самолётах Battle of Britain Memorial Flight, эскадрильи исторических самолётов, и устанавливаются на многие частные восстановленные самолёты по всему миру.

## Разработка и развитие

### Происхождение
В начале 1930-х годов компания Роллс-Ройс начала планировать программу разработки перспективных авиационных двигателей и пришла к выводу, что необходим двигатель большего объёма, чем 21-литровый Kestrel, который с большим успехом устанавливался на многие самолёты в 1930-е гг. В результате начались работы над проектом нового двигателя 1100-сильного класса, получившим обозначение PV-12 (иногда встречается это же обозначение с римскими цифрами PV-XII) что означало Private Venture (инициативная разработка), 12-цилиндровый, поскольку он разрабатывался по частной инициативе компании, без привлечения государственных средств. Первый запуск нового мотора произошёл 15 октября 1933 года, а первый полёт двигатель, установленный на биплане Хоукер Харт, серийный номер K3036, совершил 21 февраля 1935 года. Двигатель имел модную в то время испарительную систему охлаждения, которая, однако, оказалась ненадёжной и, с началом поставок этиленгликоля из США, была заменена на жидкостную. «Харт» впоследствии был передан фирме Роллс-Ройс, где в качестве испытательной платформы двигателей «Мерлин» налетал свыше 100 часов с «Мерлинами» модификаций C и E.
В 1935 году Министерство Авиации выпустило спецификацию F10/35 на новый скоростной истребитель, способный развивать более 310 миль/час (497 км/ч). В соответствии с данной спецификацией были разработаны два проекта: Спитфайр и Харрикейн; позднее переработанные под другую спецификацию, F36/34. Оба самолёта являлись единственными современными британскими истребителями, спроектированными под двигатель PV-12, а не под «Кестрел». В 1936 году были размещены контракты на поставку обоих самолетов и, разработка PV-12 получила высший приоритет, так же, как и государственное финансирование. Следуя традиции компании Роллс-Ройс обозначать поршневые авиационные двигатели названиями хищных птиц, двигатель назвали Мерлин по английскому названию дербника (лат. Falco columbarius) — самого маленького сокола в северном полушарии.
Незадолго до Второй Мировой войны компания Роллс-Ройс развивала два проекта двигателей, которые входили в модельный ряд компании. 700-сильный Peregrine представлял собой улучшенную версию «Кестрела» с нагнетателем, в то время как 42-литровый Vulture мощностью 1700 л. с. использовал четыре блока цилиндров размерности «Кестрела», установленных на едином картере по X-образной схеме с приводом на один коленвал. Этот двигатель использовался на больших самолетах типа Avro Manchester.
Хотя конструкция «Перегрина» был вполне удовлетворительной, он так и остался не доведённым, так как Роллс-Ройс в первую очередь всегда занималась улучшениями Мерлина. В результате Перегрин устанавливался лишь на два типа самолетов: Westland Whirlwind и Gloster F9/37. «Валчер» устанавливался на Hawker Tornado и Avro Manchester, но оказался ненадежным в эксплуатации. Поэтому когда в 1943 г. мощность «Мерлина» превысила 1500 л. с., разработка «Валчера» и «Перегрина» была остановлена, а в середине 1943 г. «Мерлин» был дополнен более мощным «Гриффоном». «Гриффон» представлял собой «Мерлин» с некоторыми улучшениями и предельной форсировкой.

### Развитие
Первоначально новый двигатель преследовали проблемы, такие, например, как поломки зубчатых приводов агрегатов и рубашек охлаждения цилиндров, было применено несколько различных методов проектирования, прежде чем сформировался исходный проект «Мерлина». «Мерлины» ранних выпусков также были ненадежными, общими проблемами были разрушение головок цилиндров, утечки охладителя, чрезмерный износ распределительных валов и коренных подшипников.

### Ранние двигатели
Прототип и опытные двигатели:

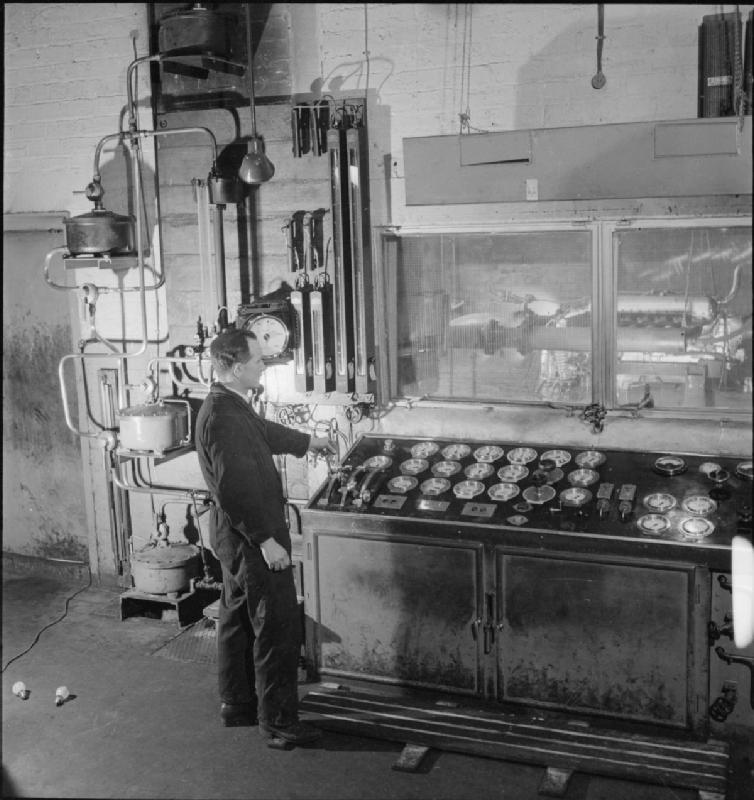
«Мерлин» на испытательном стенде. На переднем плане — пульт управления стендом.

- PV-12 Первоначальный проект с испарительной системой охлаждения. Построено 2 экз., прошёл стендовые испытания и получил сертификат типа в июле 1934 года, развивал 740 л.с. на эквивалентной высоте 3700 метров. Первый полет 21 февраля 1935 года.[5]
- Merlin B Построено 2 экз., введена жидкостная система охлаждения на этиленгликоле. Головки цилиндров в форме рампы (впускные клапаны располагались под углом 45° к цилиндру). Прошёл стендовые испытания в феврале 1935 года, развивал 950 л.с. на эквивалентной высоте 3400 метров.[5]
- Merlin C Развитие Merlin B. Картер и блоки цилиндров стали изготавливаться как три отдельные отливки, головки цилиндров крепились на болтах.[5] Первый полет на Hawker Horsley[англ.] 21 декабря 1935 года, развивал 950 л.с. на высоте 3400 метров.[15]
- Merlin E Подобен Merlin C с незначительными конструктивными изменениями. Прошёл 50-часовые испытания для гражданских самолетов в декабре 1935 года, развивал постоянную мощность 955 л.с. и максимальную — 1045 л.с. Провалил 100-часовые испытания для военных самолетов в марте 1936 года. Устанавливался на прототип Спитфайра.[16]
- Merlin F (Merlin I) Подобен C и E. Первый полет 16 июля 1936.[17] Этот двигатель стал первым серийным и получил обозначение Merlin I. На «Мерлине» I головки цилиндров были в форме рампы, но это оказалось неудачным решением и было выпущено всего 172 двигателя. Первым серийным самолетом, с двигателем «Мерлин» I стал Fairey Battle, первый полет 10 марта 1936 г.[16]
- Merlin G (Merlin II) Головки цилиндров в форме рампы заменены на головки параллельной схемы (с расположением клапанов параллельно оси цилиндра), скопированных с двигателя «Кестрел». В июле 1937 г. прошёл 400-часовые ресурсные испытания в RAE[англ.].[17] 22 сентября 1937 года двигатель прошёл сдаточные испытания. Именно 1,030-сильный «Мерлин» II в 1938 г. стал первым широко поставляемым двигателем семейства «Мерлин» и темпы его производства быстро нарастали.[16]

### Характеристики ранних двигателей «Мерлин»
| Модификация | Взлётная мощность                        | Боевая мощность                                      | Применение                   | Примечания |
| ----------- | ---------------------------------------- | ---------------------------------------------------- | ---------------------------- | --- |
| PV-12       | 740 л.с. на эквивалентной высоте 3 700 м |                                                      |                              | Первоначальный проект с испарительной системой охлаждения. Построено 2 экз., прошёл стендовые испытания и получил сертификат типа в июле 1934 г. Первый полет 21 февраля 1935 г. |
| «Мерлин» B  | 950 л.с. на эквивалентной высоте 3 400 м |                                                      |                              | Построено 2 экз., введена жидкостная система охлаждения на этиленгликоле. Головки цилиндров в форме рампы (впускные клапаны располагались под углом 45° к цилиндру). Прошёл стендовые испытания в феврале 1935 г. |
| «Мерлин» C  | 950 л.с. на эквивалентной высоте 3 400 м |                                                      |                              | Развитие «Мерлина» B; картер и блоки цилиндров стали изготавливаться как три отдельные отливки, головки цилиндров крепились на болтах. Первый полёт на Хоукер Хорсли 21 декабря 1935 г. |
| «Мерлин» E  | 955 л.с. — постоянная мощность           | 1 045 л.с. — максимальная (кратковременная) мощность | Прототип Супермарин Спитфайр | Подобен C с незначительными конструктивными изменениями. Прошёл 50-часовые испытания для гражданских самолетов в декабре 1935 г., развивал постоянную мощность 955 л.с. и максимальную — 1045 л.с. Провалил 100-часовые испытания для военных самолетов в марте 1936 г. |
| «Мерлин» F  |                                          |                                                      |                              | («Мерлин» I) Подобен C и E. Первый полёт на Хорсли 16 июля 1936 г. Этот двигатель стал первым серийным и получил обозначение Merlin I. На «Мерлине» I головки цилиндров были в форме рампы, но это оказалось неудачным решением и было выпущено всего 172 двигателя. Первым серийным самолетом, с двигателем «Мерлин» I стал Fairey Battle, первый полет 10 марта 1936 г.                                                                    |
| «Мерлин» G  |                                          | 1030 л.с.                                            |                              | («Мерлин» II) Головки цилиндров в форме рампы заменены на головки параллельной схемы (с расположением клапанов параллельно оси цилиндра), скопированных с двигателя «Кестрел». В июле 1937 г. прошёл 400-часовые ресурсные испытания в RAE; а 22 сентября 1937 г. — сдаточные испытания. Именно 1,030-сильный «Мерлин» II в 1938 г. стал первым широко поставляемым двигателем семейства «Мерлин» и темпы его производства быстро нарастали. |

## Серийные двигатели

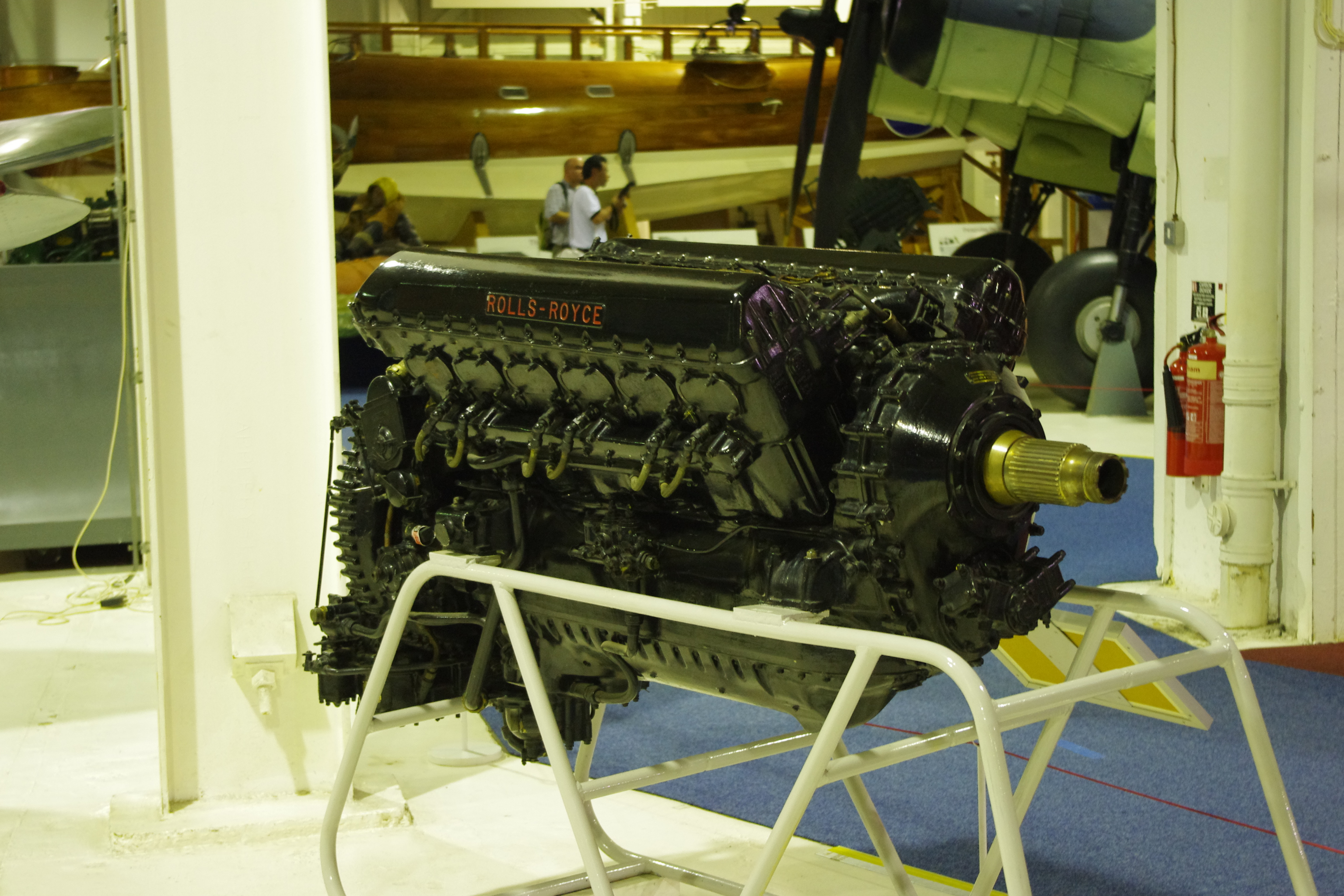
Роллс-Ройс «Мерлин» III, вид спереди справа

«Мерлин» II и III стали первыми крупносерийными модификациями двигателя. «Мерлин» III стал первой модификацией, на которой устанавливалась «универсальная» ступица воздушного винта, что позволяло устанавливать на двигатель как винты фирм как де Хевилленд, так Ротол.
Первой крупной модификацией двигателя, в который были объединены доработки и изменения по опыту эксплуатации, стала «Мерлин» XX, которую спроектировали под 100-октановый бензин. Это топливо позволило увеличить давление наддува, которое обеспечивалось увеличением мощности центробежного нагнетателя. «Мерлин» XX также использовал двухскоростной нагнетатель разработанный Rolls-Royce, что увеличило мощность на больших высотах по сравнению с предыдущими модификациями. Другое улучшением, внедрённым на «Мерлине» XX, было использование в качестве охлаждающей жидкости смеси 70 % воды и 30 % гликоля, вместо 100 % гликоля на ранних модификациях. Это позволило существенно увеличить ресурс и надёжность двигателя, исключив пожароопасность, обусловленную использованием легковоспламеняющегося этиленгликоля и уменьшило потери масла, что было проблемой Мерлинов I, II и III серий.
Процесс улучшений продолжался и дальнейшие модификации выпускались под всё большее октановое число, обеспечивая всё большую мощность. Фундаментальные конструктивные изменения вносились также во все ключевые компоненты, снова и снова увеличивая ресурс и надёжность двигателя. В конце войны «маленький» двигатель мог развивать 1600 л.с. в основных модификациях и мощность более 2060 л.с. для «Мерлина» модификаций 130/131, которые были специально разработаны для самолета DH.103 Hornet. В итоге, в ходе испытаний проводившихся Rolls-Royce в Дерби (один из заводов, на котором производились «Мерлины»), на опытном двигателе RM.17.SM была достигнута мощность 2640 л.с. с наддувом +36 фунтов (348,19 кПа, 3,44 атм, 2612 мм рт. ст. — давление наддува считается как избыточное, то есть дополнительное к атмосферному 14,5 фунтов на дюйм², 1 атм, 760 мм рт. ст.) на 150-октановом топливе с водяным впрыском. С окончанием войны работы по увеличению мощности «Мерлина» были остановлены, и усилия разработчиков были сконцентрированы на гражданских вариантах «Мерлина».

### Характеристики серийных двигателей «Мерлин»
| Модификация            | Взлётная мощность            | Боевая мощность | Применение | Примечания |
| ---------------------- | ---------------------------- | --- | --- | --- |
| «Мерлин» I             | 890 л. с. на 2 850 об./мин   | | Бэттл Mk.I | Первый серийный Merlin; всего построено 172. На «Мерлинах» с I по III в качестве охлаждающей жидкости использовался 100 % этиленгликоль. |
| «Мерлин» II (RM 1S)    | 880 л. с. на 3000 об./мин    | 1030 л. с. на 3000 об./мин на высоте 1676 м (5500 футов) и наддувом 1,44 ат. (+ 6 фунтов на дюйм²)                                                      | Спитфайр Mk.I, Дифайент Mk.I, Харрикейн Mk.I, Си Харрикейн Mk.I, Бэттл Mk.I                                              | В качестве охлаждающей жидкости использовался 100 % этиленгликоль. Первый серийный «Мерлин» II поставлен 10 августа 1937 г. |
| «Мерлин» III (RM 1S)   | 880 л. с. на 3000 об./мин    | 1310 л. с. на 3000 об./мин на высоте 2743 м (9000 футов) со 100-октановым бензином и наддувом 1,86 ат. (+ 12 фунтов на дюйм²) (5-минутное ограничение). | Спитфайр Mk.I, Дифайент Mk.I, Харрикейн Mk.I, Си Харрикейн Mk.I, Бэттл Mk.I                                              | Модификация «Мерлина» II с универсальной ступицей воздушного винта, позволявшей установливать винты де Хевилленд и Ротол. Используя 100-октановый бензин с конца 1939 г., и наддув 1,86 ат (+ 12 фунтов на дюйм²), «Мерлин» III развивал 1 310 л. с. на 3 000 об./мин на высоте 2 743 м (9 000 футов). Позднее на самолёте Си Харрикейн развивал 1 440 л. с. на 3 000 об./мин, с наддувом 2,14 ат (+ 16 фунтов на дюйм²) на высоте 1 676 м (5 500 футов). При использовании 87-октанового бензина показатели мощности были те же, что у «Мерлина» II. Первый серийный «Мерлин» III поставлен 1 июля 1938 г. |
| «Мерлин» VIII          | 1080 л. с. на 3000 об./мин   | 1275 л. с. на 3000 об./мин, с наддувом 1,65 ат. (+ 9 фунтов на дюйм²), на уровне моря на 100-октановом бензине                                          | Фульмар Mk.I | |
| «Мерлин» X (RM 1SM)    | 1280 л. с. на 3000 об./мин   | 1280 л. с. на 3000 об./мин, с наддувом 1,72 ат (+ 10 фунтов на дюйм²), на уровне моря                                                                   | Галифакс Mk.I, Веллингтон Mk.II, Уитли Mk.V и Mk.VII                                                                     | 1130 л. с. на 3000 об./мин на высоте 1600 м (5 250 футов) с максимальным наддувом 1,72 ат (+ 10 фунтов на дюйм²); это был первый серийный «Мерлин», использовавший двухскоростной нагнетатель; Устанавливался на бомбардировщиках Галифакс Mk.I, Веллингтон Mk.II и Уитли Mk.V. Первый серийный «Мерлин» X поставлен 5 декабря 1938 г. |
| «Мерлин» XII (RM 3S)   | 1175 л. с. на 3000 об./мин   | 1280 л. с. на 3000 об./мин, наддув 1,86 ат (+ 12 фунтов на дюйм²), на высоте 3200 м (10 500 футов)                                                      | Спитфайр Mk.II | Пиростартер «Коффман». Первая модификация «Мерлина», использовавшая в качестве охлаждающей жидкости смесь 30 % этиленгликоля и 70 % воды, с усиленной конструкцией, с возможностью использования постоянного наддува до 1,86 ат (+ 12 фунтов на дюйм²) на 100-октановом бензине. Первый серийный «Мерлин» XII выпущен 2 сентября 1939 г. |
| «Мерлин» XX (RM 3SM)   | 1280 л. с. на 3000 об./мин   | 1490 л. с. на 3000 об./мин, с наддувом 2,14 ат. (+ 16 фунтов на дюйм²), на 100-октановом бензине, на высоте 3810 м (12 500 футов).                      | Бофайтер Mk.II, Дифайент Mk.II, Галифакс Mk.II и Mk.V, Харрикейн Mk.II и Mk.IV, Ланкастер Mk.I и Mk.III, Спитфайр Mk.III | Первая серийная модификация с двухскоростным нагнетателем, обеспечивавшим наддув до 1,3 ат (+ 14 фунтов на дюйм²). Первый серийный «Мерлин» XX выпущен 4 июля 1940 г. |
| «Мерлин» 21            | 1280 л. с. на 3000 об./мин   | 1490 л. с. на 3000 об./мин, с наддувом 2,14 ат (+ 16 фунтов на дюйм²), на высоте 3810 м (12 500 футов).                                                 | Москито Mk.I, Mk.II, Mk.III, Mk.IV и Mk.VI                                                                               | |
| «Мерлин» 22            | 1390 л. с. на 3000 об./мин   | 1435 л. с. на 3000 об./мин, с наддувом 2,14 ат. (+ 16 фунтов на дюйм²), на высоте 3353 м (11 000 футов).                                                | Ланкастер Mk.I, Йорк Mk.I                                                                                                | |
| «Мерлин» 23            | 1390 л. с. на 3000 об./мин   | 1435 л. с. на 3000 об./мин, с наддувом 2,14 ат. (+ 16 фунтов на дюйм²), на высоте 3353 м (11 000 футов).                                                | Москито Mk.I, Mk.II, Mk.IV, Mk.VI, Mk.XII и Mk.XIII                                                                      | |
| «Мерлин» 24            | 1 610 л. с. на 3 000 об./мин | 1 510 л. с. на 3 000 об./мин, с наддувом 2,28 ат (+ 18 фунтов на дюйм²), на высоте 2 819 м (9 250 футов).                                               | Ланкастер Mk.I и Mk.VII, Йорк Mk.I, Галифакс Mk.II                                                                       | |
| «Мерлин» 25            | 1 610 л. с. на 3 000 об./мин | 1 510 л. с. на 3 000 об./мин, с наддувом 2,28 ат (+ 18 фунтов на дюйм²), на высоте 2 819 м (9 250 футов).                                               | Москито Mk.VI и Mk.XIX                                                                                                   | |
| «Мерлин» 27            | 1 610 л. с. на 3 000 об./мин | 1 510 л. с. на 3 000 об./мин, с наддувом 2,28 ат (+ 18 фунтов на дюйм²), на высоте 2 819 м (9 250 футов).                                               | Харрикейн Mk.IV | |
| «Мерлин» 28            | 1 300 л. с. на 3 000 об./мин | 1 240 л. с. на 3 000 об./мин, с наддувом 1,65 ат (+ 9 фунтов на дюйм²), на высоте 3505 м (11 500 футов).                                                | Ланкастер Mk.III, Curtiss Kittyhawk P-40F (Kittyhawk II)                                                                 | Выпускался фирмой «Паккард» под обозначением V-1650-1 |
| «Мерлин» 29            | 1 300 л. с. на 3 000 об./мин | 1 240 л. с. на 3 000 об./мин, с наддувом 1,65 ат (+ 9 фунтов на дюйм²), на высоте 3505 м (11 500 футов).                                                | Харрикейн Mk.XII (канадской постройки), Curtiss Kittyhawk P-40F (Kittyhawk II)                                           | Со шлицевой ступицей воздушного винта. |
| «Мерлин» 30            | 1 300 л. с. на 3 000 об./мин | 1 360 л. с. на 3 000 об./мин, наддув 1,86 ат (+ 12 фунтов на дюйм²), на высоте 1829 м (6000 футов).                                                     | Барракуда Mk.I, Фульмар Mk.II                                                                                            | |
| «Мерлин» 31            | 1300 л. с. на 3000 об./мин   | 1240 л. с. на 3000 об./мин, с наддувом 1,65 ат. (+ 9 фунтов на дюйм²), на высоте 3505 м (11 500 футов).                                                 | Москито Mk.XX (канадские) и Mk.40 (австралийские), Curtiss Kittyhawk P-40F и L (Kittyhawk II)                            | Выпускался в США под обозначением Packard V-1650-1 |
| «Мерлин» 32 (RM 5M)    | 1620 л. с. на 3000 об./мин   | 1640 л. с. на 3000 об./мин, с наддувом 2,28 ат. (+ 18 фунтов на дюйм²), на высоте 610 м (2000 футов).                                                   | Барракуда Mk.II, Сифайр Mk.II, Харрикейн Mk.V, Спитфайр PR Mk. XIII                                                      | «Низковысотная» модификация «Мерлина» с обрубленными крыльчатками нагнетателя для повышения мощности на малых высотах, так же, как и «Мерлин» XXX; оснащался пиростартером «Коффман»; устанавливался, главным образом, на самолёты авиации ВМФ. Первый серийный «Мерлин» 32 был поставлен 17 июня 1942 г. |
| «Мерлин» 33            | 1400 л. с. на 3000 об./мин   | 1400 л. с. на 3000 об./мин, с наддувом 1,65 ат. (+ 9 фунтов на дюйм²), на высоте 3505 м (11 500 футов).                                                 | Москито Mk.XX (канадские) и Mk.40 (австралийские)                                                                        | «Мерлин» 23 выпуска фирмы «Паккард». |
| «Мерлин» 38            | 1400 л. с. на 3000 об./мин   | 1400 л. с. на 3000 об./мин, с наддувом 1,65 ат. (+ 9 фунтов на дюйм²), на высоте 3505 м (11 500 футов).                                                 | Ланкастер Mk.I и Mk.III                                                                                                  | «Мерлин» 24 выпуска фирмы «Паккард». |
| «Мерлин» 45 (RM 5S)    | 1185 л. с. на 3000 об./мин   | 1515 л. с. на 3000 об./мин, с наддувом 2,14 ат. (+ 16 фунтов на дюйм²), на высоте 3505 м (11 500 футов).                                                | Спитфайр Mk.V, PR Mk.IG (позже обозначение изменено на PR.VII) и PR Mk.IV, Сифайр Mk.IB и Mk.IIC                         | Модификация «Мерлина» XX с одноступенчатым односкоростным нагнетателем. Первый серийный «Мерлин» 45 был поставлен 13 января 1941 г. |
| «Мерлин» 45M           | 1230 л. с. на 3000 об./мин   | 1585 л. с. на 3000 об./мин, с наддувом 2,28 ат. (+ 18 фунтов на дюйм²), на высоте 838 м (2750 футов).                                                   | Спитфайр LF Mk.V | Модификация «Мерлина» 45 с «обрубленной» крыльчаткой нагнетателя (меньшего диаметра), обеспечивавшей большую тягу на малых высотах. |
| «Мерлин» 46            | 1100 л. с. на 3000 об./мин   | 1415 л. с. на 3000 об./мин, с наддувом 2,14 ат. (+ 16 фунтов на дюйм²), на высоте 4267 м (14 000 футов).                                                | Спитфайр Mk.V, PR Mk.IV и Mk.VII, Сифайр Mk.IB и Mk.IIC                                                                  | |
| «Мерлин» 47 (RM 6S)    | 1100 л. с. на 3000 об./мин   | 1415 л. с. на 3000 об./мин, с наддувом 2,14 ат. (+ 16 фунтов на дюйм²), на высоте 4267 м (14 000 футов).                                                | Спитфайр HF Mk.VI высотный перехватчик                                                                                   | Устанавливался компрессор «Маршалл» (часто называемый «воздуходувка» («blower»)) для наддува кабины. Первый серийный «Мерлин» 47 поставлен 2 декабря 1941 г. |
| «Мерлин» 50 (RM 5S)    | 1185 л. с. на 3000 об./мин   | 1470 л. с. на 3000 об./мин, с наддувом 2,14 ат. (+ 16 фунтов на дюйм²), на высоте 2819 м (9250 футов).                                                  | Спитфайр Mk.V | Низковысотная модификация с крыльчаткой нагнетателя, «обрубленной» до диаметра 241 мм. На модификации «Мерлин» 50 был впервые установлен карбюратор Бендикс-Стромберг, работавший при отрицательных перегрузках. |
| «Мерлин» 50M (RM 5S)   | 1230 л. с. на 3000 об./мин   | 1585 л. с. на 3000 об./мин, с наддувом 2,28 ат. (+ 18 фунтов на дюйм²), на высоте 838 м (2750 футов).                                                   | Спитфайр LF Mk.V | [ 31 ] [ 38 ] [ 39 ] [ 40 ] [ 41 ] |
| «Мерлин» 55            | 1185 л. с. на 3000 об./мин   | 1470 л. с. на 3000 об./мин, с наддувом 2,14 ат. (+ 16 фунтов на дюйм²), на высоте 2819 м (9250 футов).                                                  | Спитфайр Mk.V и Сифайр Mk.III                                                                                            | |
| «Мерлин» 55M           | 1230 л. с. на 3000 об./мин   | 1585 л. с. на 3 000 об./мин, с наддувом 2,28 ат. (+ 18 фунтов на дюйм²), на высоте 838 м (2750 футов).                                                  | Спитфайр LF Mk.V, Сифайр Mk.III                                                                                          | Модификация с «обрубленной» крыльчаткой нагнетателя. |
| «Мерлин» 60            | 1 390 л. с. на 3 000 об./мин | 1 110 л. с. на 2 850 об./мин, с наддувом 1,65 ат (+ 9 фунтов на дюйм²), на высоте 8839 м (29 000 футов).                                                | Веллингтон Mk.VI | Первая модификация, оснащавшаяся двухступенчатым двухскоростным нагнетателем; оптимизировался для больших высот. |
| «Мерлин» 61 (RM 8SM)   | 1280 л. с. на 3000 об./мин   | 1565 л. с. на 3000 об./мин, с наддувом 2,07 ат. (+ 15 фунтов на дюйм²), на высоте 3429 м (11 250 футов).                                                | Спитфайр Mk.IX и Mk.XI                                                                                                   | Производственная модификация «Мерлина» 60, оснащавшаяся новым двухступенчатым двухскоростным нагнетателем, обеспечивавшим рост мощности от средних до больших высот. Первая британская серийная модификация, на которую монтировались блики цилиндров из двух частей, разработанные фирмой Роллс-Ройс для Packard Merlin. Первый серийный «Мерлин» 61 поставлен 2 марта 1942 г. |
| «Мерлин» 62            | 1390 л. с. на 3000 об./мин   | 1110 л. с. на 2850 об./мин, с наддувом 1,65 ат. (+ 9 фунтов на дюйм²), на высоте 8839 м (29 000 футов).                                                 | Веллингтон Mk.VI | |
| «Мерлин» 63            | 1280 л. с. на 3000 об./мин   | 1710 л. с. на 3000 об./мин, с наддувом 2,28 ат. (+ 18 фунтов на дюйм²), на высоте 2591 м (8500 футов).                                                  | Спитфайр Mk.VIII, IX и PR.XI                                                                                             | Заменён «Мерлином» 61 |
| «Мерлин» 63A           | 1280 л. с. на 3000 об./мин   | 1710 л. с. на 3000 об./мин, с наддувом 2,28 ат. (+ 18 фунтов на дюйм²), на высоте 2591 м (8500 футов).                                                  | Спитфайр Mk.XI | |
| «Мерлин» 64            | 1280 л. с. на 3000 об./мин   | 1710 л. с. на 3000 об./мин, с наддувом 2,28 ат. (+ 18 фунтов на дюйм²), на высоте 2591 м (8500 футов).                                                  | Спитфайр Mk.VII | Агрегат наддува кабины. |
| «Мерлин» 66 (RM 10SM)  | 1315 л. с. на 3000 об./мин   | 1705 л. с. на 3000 об./мин, с наддувом 2,28 ат. (+ 18 фунтов на дюйм²), на высоте 1753 м (5750 футов).                                                  | Спитфайр LF Mk.VIII и LF Mk.IX                                                                                           | Оснащался нагнетателем, оптимизированным для малых высот; карбюратор Бендикс-Стромберг, работавший при отрицательных перегрузках. |
| «Мерлин» 67            | 1315 л. с. на 3000 об./мин   | 1705 л. с. на 3000 об./мин, с наддувом 2,28 ат. (+ 18 фунтов на дюйм²), на высоте 1753 м (5750 футов).                                                  | | |
| «Мерлин» 68            | 1670 л. с. на 3000 об./мин   | 1710 л. с. на 3000 об./мин, с наддувом 2,28 ат. (+ 18 фунтов на дюйм²), на высоте 1951 м (6400 футов).                                                  | Мустанг P-51B и C (Mustang III)                                                                                          | Packard V-1650-3 |
| «Мерлин» 69            | 1670 л. с. на 3000 об./мин   | 1710 л. с. на 3000 об./мин, с наддувом 2,28 ат. (+ 18 фунтов на дюйм²), на высоте 1951 м (6400 футов).                                                  | Мустанг P-51C, D, F и K (Mustang III и IV)                                                                               | Packard V-1650-7 |
| «Мерлин» 70            | 1250 л. с. на 3000 об./мин   | 1655 л. с. на 3000 об./мин, с наддувом 2,28 ат. (+ 18 фунтов на дюйм²), на высоте 3048 м (10 000 футов).                                                | Спитфайр HF Mk.VIII HF.IX и PR.XI                                                                                        | Карбюратор Бендикс-Стромберг, работавший при отрицательных перегрузках. |
| «Мерлин» 71            | 1250 л. с. на 3000 об./мин   | 1655 л. с. на 3000 об./мин, с наддувом 2,28 ат. (+ 18 фунтов на дюйм²), на высоте 3048 м (10 000 футов).                                                | Спитфайр HF Mk.VII | Агрегат наддува кабины, карбюратор Бендикс-Стромберг, работавший при отрицательных перегрузках. |
| «Мерлин» 72            | 1280 л. с. на 3000 об./мин   | 1710 л. с. на 3000 об./мин, с наддувом 2,28 ат. (+ 18 фунтов на дюйм²), на высоте 2591 м (8500 футов).                                                  | Москито PR Mk.IX, B Mk.IX, Mk.XVI и Mk.30, Уэлкин Mk.I                                                                   | |
| «Мерлин» 73            | 1280 л. с. на 3000 об./мин   | 1 710 л. с. на 3 000 об./мин, с наддувом 2,28 ат (+ 18 фунтов на дюйм²), на высоте 2591 м (8500 футов).                                                 | Москито Mk.XVI, Уэлкин Mk.I                                                                                              | |
| «Мерлин» 76 (RM 16SM)  | 1250 л. с. на 3000 об./мин   | 1655 л. с. на 3000 об./мин, с наддувом 2,28 ат (+ 18 фунтов на дюйм²), на высоте 3048 м (10 000 футов).                                                 | Москито PR Mk.XVI и Mk.30, Уэлкин Mk.I                                                                                   | То же, что и «Мерлин» 72 с агрегатом наддува кабины 1233 л. с. на высоте 10 668 м (35 000 футов); Оснащался двухскоростным двухступенчатым нагнетателем и инжекторной системой подачи топлива Бендикс-Стромберг, устойчивым к отрицательным перегрузкам. Предназначался для высотных самолётов. Устанавливался на высотном истребителе Westland Welkin и некоторых поздних модификациях Спитфайра и Москито. |
| «Мерлин» 77 (RM 16SM)  | 1250 л. с. на 3000 об./мин   | 1655 л. с. на 3000 об./мин, с наддувом 2,28 ат (+ 18 фунтов на дюйм²), на высоте 3048 м (10 000 футов).                                                 | Москито Mk.XVI, Уэлкин Mk.I, Спитфайр PR Mk.X                                                                            | То же, что и «Мерлин» 76 с агрегатом наддува кабины |
| «Мерлин» 85            | 1635 л. с. на 3000 об./мин   | 1705 л. с. на 3000 об./мин, с наддувом 2,28 ат (+ 18 фунтов на дюйм²), на высоте 1753 м (5750 футов).                                                   | Ланкастер Mk.VI, Линкольн Mk.I                                                                                           | |
| «Мерлин» 130/131       | 2070 л. с. на 3000 об./мин   | | de Havilland Hornet F Mk.1, PR Mk.2, F Mk.3 и FR Mk.4.                                                                   | Перепроектированная малосерийная модификация для de Havilland Hornet. Двигатель был модифицирован, чтобы до минимума уменьшить поперечное сечение и был первой модификацией «Мерлина», использовавшей смесеобразование с нисходящим потоком (англ. down-draught induction systems). Насос охлаждающей жидкости перенесён с нижней части двигателя на правую сторону. Двухскоростной двухступенчатый нагнетатель и инжекторная система подачи топлива SU обеспечивали максимальный наддув 2,78 ат (+ 25 фунтов на дюйм²). На «Хорнете» «Мерлин» 130 устанавливался в правую мотогондолу: «Мерлин» 131, устанавливался в левую мотогондолу, был переделан в двигатель «обратного» или левого вращения при помощи дополнительной паразитной шестерни в редукторе. |
| «Мерлин» 133/134       | 2030 л. с. на 3000 об./мин   | | de Havilland Sea Hornet F Mk.20, NF Mk.21 и PR Mk.22                                                                     | Дефорсированные 130/131 с максимальным наддувом пониженным до 2,28 ат (+ 18 фунтов на дюйм²). |
| «Мерлин» 224           | 1635 л. с. на 3000 об./мин   | 1680 л. с. на 3000 об./мин, с наддувом 2,28 ат. (+ 18 фунтов на дюйм²), на высоте 838 м (2750 футов).                                                   | Avro Lancaster Mk.I, Mk.III и Mk.X                                                                                       | «Мерлин» 24 производства фирмы «Паккард». |
| «Мерлин» 225           | 1635 л. с. на 3000 об./мин   | 1680 л. с. на 3000 об./мин, с наддувом 2,28 ат. (+ 18 фунтов на дюйм²), на высоте 762 м (2500 футов).                                                   | Москито Mk.25 и Mk.26 | «Мерлин» 25 производства фирмы «Паккард». |
| «Мерлин» 266 (RM 10SM) | 1670 л. с. на 3000 об./мин   | 1710 л. с. на 3000 об./мин, с наддувом 2,28 ат. (+ 18 фунтов на дюйм²), на высоте 1951 м (6400 футов).                                                  | Спитфайр LF Mk.XVI | Первая «2» в обозначении указывает на двигатели производства фирмы Паккард, в то же время, это «Мерлин» 66, оптимизированный для действий на малых высотах. |
| «Мерлин» 620           |                              | 1175 л. с. продолжительный крейсерский режим на 2650 об./мин с наддувом 1,65 ат (+ 9 фунтов на дюйм²)                                                   | Тюдор, Йорк, Canadair North Star                                                                                         | Чрезвычайная мощность 1795 л. с. на 3000 об./мин с наддувом 2,43 ат. (+ 20 фунтов на дюйм²); двигатель гражданского назначения, разработанный на основе «Мерлина» 102; двухступенчатый нагнетатель был оптимизирован для средних высот и использовал инжекторную систему подачи топлива SU. «Кольцевой» радиатор устанавливался аналогично с радиатором Линкольна. «Мерлины» модификаций 620—621 разрабатывались для работы в различных климатических условиях, встречавшихся в Канаде и на дальних маршрутах через Северную Атлантику. |

## Основные компоненты двигателя («Мерлин» 61)
По данным справочника «Джейнс» (Jane’s):
Цилиндры
Двенадцать цилиндров состоят из гильз из высокоуглеродистой стали установленных в два блока цилиндров, состоящих из двух частей, отлитых из алюминиевого сплава «R.R.50» с отдельными головками и рубашками. Гильзы «мокрые», то есть охлаждающая жидкость находится в непосредственном контакте с внешней поверхностью гильз. Головки цилиндров снабжены стальным корпусом впускного клапана, корпусом выпускного клапана из бронзы с добавлением фосфора и возобновляемыми сёдлам клапанов из стального сплава «Silchrome». В каждой камере сгорания установлены две противоположно расположенных свечи зажигания.
|  |  |

Поршни
Выточены из поковок из сплава «R.R.59». Полностью плавающий поршневой палец из закалённой хромоникелевой стали. Три компрессионных и одно маслосъёмное кольцо выше поршневого пальца, и одно маслосъёмное кольцо ниже.
Шатуны
Двутаврового сечения, выточены из поковок из никелевой стали, каждая пара состоит из плоского и вильчатого шатунов. В нижней головке вильчатого шатуна смонтирован подшипниковый узел из никелевой стали, который содержит покрытые сталью вкладыши подшипников из свинцовистой бронзы. Верхняя головка каждого шатуна содержит плавающую втулку из бронзы с добавлением фосфора.
|  |

Коленчатый вал
Монолитный, выточен из азотированной поковки из хромоникелевой стали легированной молибденом. Отбалансирован статически и динамически. Семь коренных и шесть шатунных шеек.
Картер
Состоит из двух литых деталей из алюминиевого сплава с горизонтальной плоскостью разъёма. На верхней половине смонтированы коробка приводов, нагнетатель, агрегаты, блоки цилиндров, подшипники коленчатого вала (разъёмные вкладыши из мягкой стали, покрытые свинцовистой бронзой) и часть корпуса редуктора. Нижняя половина образует маслоотстойник, на ней смонтированы маслонасосы и маслофильтры.
|  |  |

Коробка приводов
Отлита из алюминия, установлена сзади картера. Содержит приводы распределительных валов, магнето, насоса охлаждающей жидкости и маслонасоса, нагнетателя, ручного и электрического стартеров и электрогенератора.
Впускные и выпускные клапаны
На каждый цилиндр устанавливается два впускных и два выпускных клапана из стали «K.E.965». Рабочие фаски как впускных, так и выпускных клапанов усилены стеллитом; у выпускных клапанов, кроме того шток заполнен натрием (для охлаждения по принципу теплотрубки), а головка защищена хромо-никелевым покрытием из сплава «Brightray». Каждый клапан удерживается в закрытом положении парой коаксиальных цилиндрических пружин. В верхней части каждой из головок цилиндров расположен одиночный распределительный вал на семи подшипниках, управляющий 24 индивидуальными стальными коромыслами; 12 коромысел свободно вращаются на общей оси, расположенной с внутренней, впускной стороны головки, открывая выпускные клапаны, другие 12 коромысел — на оси, расположенной с внешней, выпускной стороны головки открывают впускные клапаны.
|  |  |

## Технические улучшения

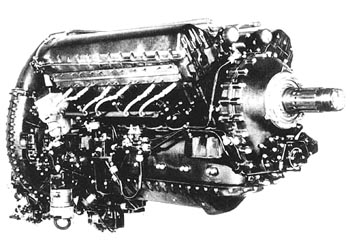
Роллс-Ройс «Мерлин», на иллюстрации из руководства по эксплуатации RAF

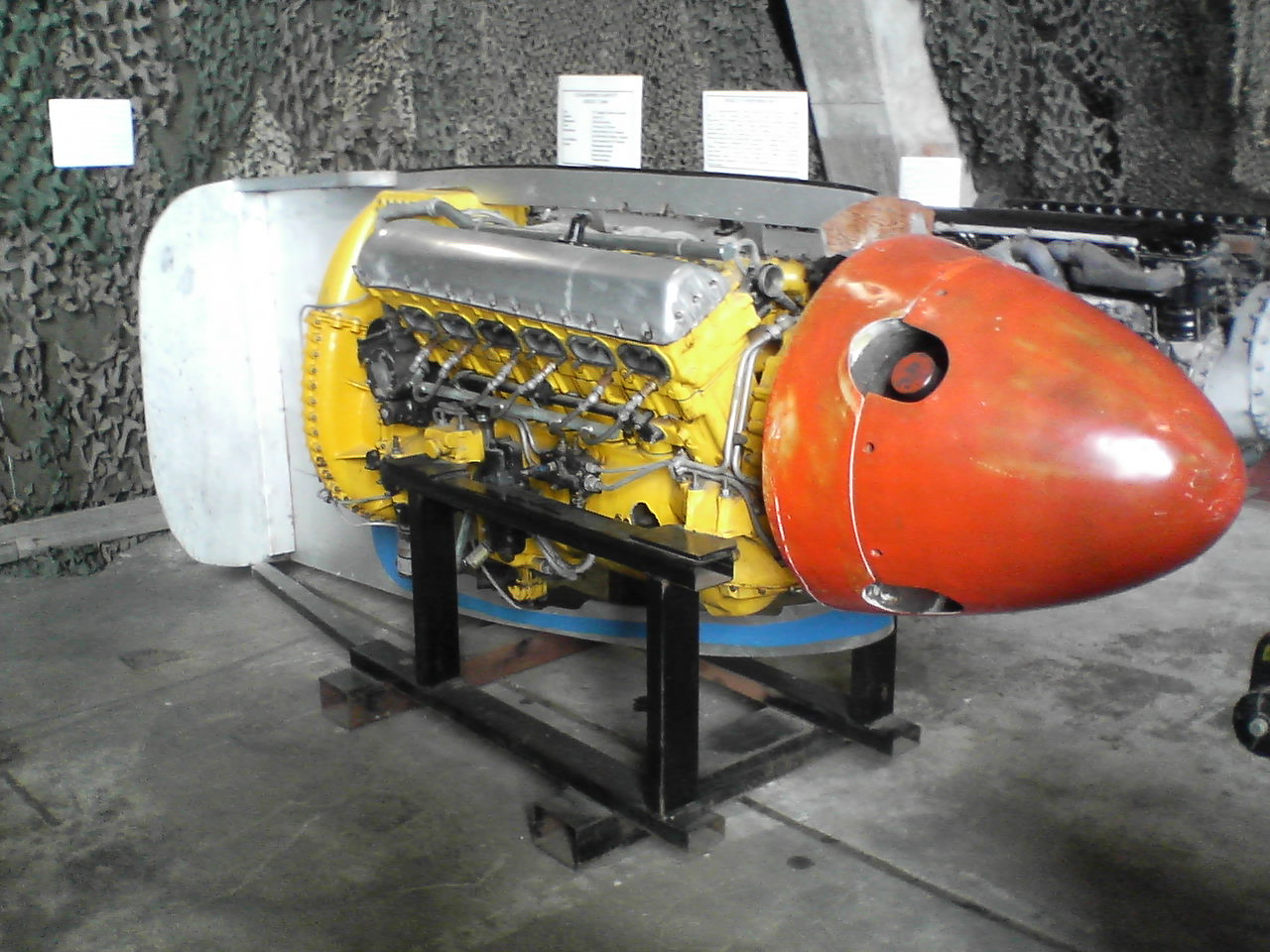
Роллс-Ройс «Мерлин» с коком винта и бензобаком, авиационный музей в Тилламук, Орегон, США

Большинство технических улучшений «Мерлина» было обусловлено более производительными нагнетателями, разработанными Стэнли Хукером, и использованием сортов авиационного бензина с большими октановыми числами. Чтобы конструкция двигателя выдержала всё возрастающие номинальные мощности и для внедрения новейших технических достижений были выполнены многочисленные внутренние и внешние детальные изменения.

### Реактивные выхлопные патрубки
На максимальной мощности «Мерлин» потреблял чудовищный объём воздуха (расход в минуту был сопоставим с объёмом автобуса), и скорость истечения выхлопных газов в 2100 км/ч, заставила задуматься о том, что можно получить дополнительную полезную тягу за счёт направления выхлопа назад вместо того, чтобы выбрасывать его в боковые отверстия.
На испытаниях было получено 32 кгс (310 Н) на скорости 480 км/ч, что было эквивалентно примерно 70 л.с., что дало прирост 16 км/ч к максимальной скорости «Спитфайра» — до 576 км/ч. Первые варианты реактивных выхлопных патрубков отличались круглыми выходными отверстиями, на последующих вариантах использовались выходные отверстия типа «рыбий хвост» («fishtail»), которые незначительно увеличивали тягу и уменьшали заметность факела выхлопа во время ночных полётов.
В сентябре 1937 г. первый прототип «Спитфайра» K5054, оснастили реактивными выхлопными патрубками. На последующих модификациях «Спитфайра», чтобы предотвратить замерзание и отказы на больших высотах, использовали вариант выхлопных патрубков, за которыми устанавливались направленные вперёд трубы воздухозаборников отбора горячего воздуха для обогрева отсеков бортового вооружения, вместо предыдущей системы, использовавшей нагретый воздух от радиатора охлаждающей жидкости. Последняя система стала неэффективной из-за повышения высотности «Мерлина», что позволило подниматься на высоты, где воздух холоднее. Реактивные выхлопные патрубки также использовались и на других самолётах с двигателями «Мерлин».
|  |  |  |  |

### Нагнетатель
Главным успехом «Мерлина» был нагнетатель. Альфред Сирил Лавси, инженер, бывший ключевой фигурой в проектировании «Мерлина» в лекции о разработке «Мерлина», прочитанной им в 1946 г., так объяснил важность нагнетателя:
Подходя теперь к конкретным аспектам проектирования компонентов, мы можем ... разделить их на три основных класса:
1. Улучшение нагнетателя.
2. Улучшенные сорта топлива.
3. Разработка механических компонентов, необходимых для реализации улучшений, обеспечиваемых пп. 1 и 2.

Обсуждая (1) можно сказать, что нагнетатель определяет производительность или ... выходную мощность двигателя. По-прежнему преобладает представление, что в основе сравнения вероятной выходной мощности двигателей различных типов лежит статическая мощность, известная как рабочий объём двигателя, но это не так, потому что выходная мощность двигателя зависит исключительно от массы воздуха, который он может эффективно потребить, и в этом отношении нагнетатель играет самую важную роль ... двигатель должен быть способен иметь дело с бо́льшими массовыми потоками относительно охлаждения, избавлен от детонации и выдерживать высокие газодинамические и инерционные нагрузки ... В ходе исследований и разработки нагнетателей нам стало очевидно, что любое дальнейшее увеличение высотных характеристик двигателя "Мерлин" неизбежно влечёт за собой использование двухступенчатого нагнетателя.
Оригинальный текст (англ.)Coming now to specific development items we can ... divide them into three general classes:

1. Improvement of the supercharger.
2. Improved fuels.
3. Development of mechanical features to take care of the improvements afforded by (1) and (2).

Dealing with (1) it can be said that the supercharger determines the capacity, or ... the output, of the engine. The impression still prevails that the static capacity known as the swept volume is the basis of comparison of the possible power output for different types of engine, but this is not the case because the output of the engine depends solely on the mass of air it can be made to consume efficiently, and in this respect the supercharger plays the most important role ... the engine has to be capable of dealing with the greater mass flows with respect to cooling, freedom from detonation and capable of withstanding high gas and inertia loads ... During the course of research and development on superchargers it became apparent to us that any further increase in the altitude performance of the Merlin engine necessitated the employment of a two-stage supercharger.
По мере того, как развивался «Мерлин», то же самое происходило и с нагнетателем, варианты последнего можно разделить на три широких категории:
1. Одноступенчатый, с односкоростной трансмиссией: «Мерлины» модификаций с I по III, XII, 30-х, 40-х и 50-х (1937—1942 гг.).[nb 4]
2. Одноступенчатый, с двухскоростной трансмиссией: опытный «Мерлин» X (1938 г.), серийный «Мерлин» XX (1940—1945 гг.).
3. Двухступенчатый, с двухскоростной трансмиссией и теплообменником (интеркулером): большинство «Мерлинов» 60-х, 70-х и 80-х модификаций (1942—1946 гг.).

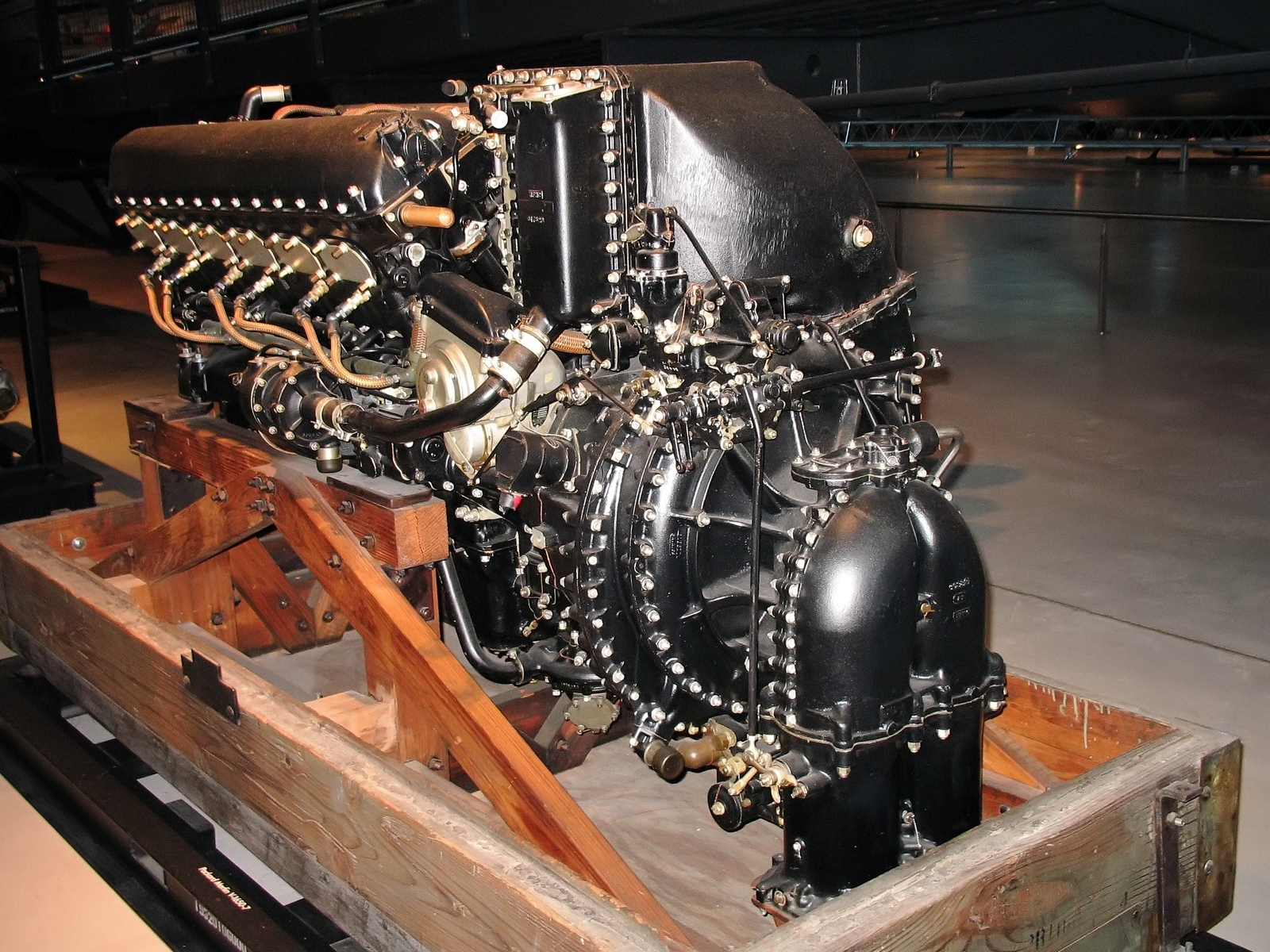
Карбюраторы, нагнетатель и теплообменник на двигателе «Паккард» V-1650-7 («Мерлин» 66 американского производства)

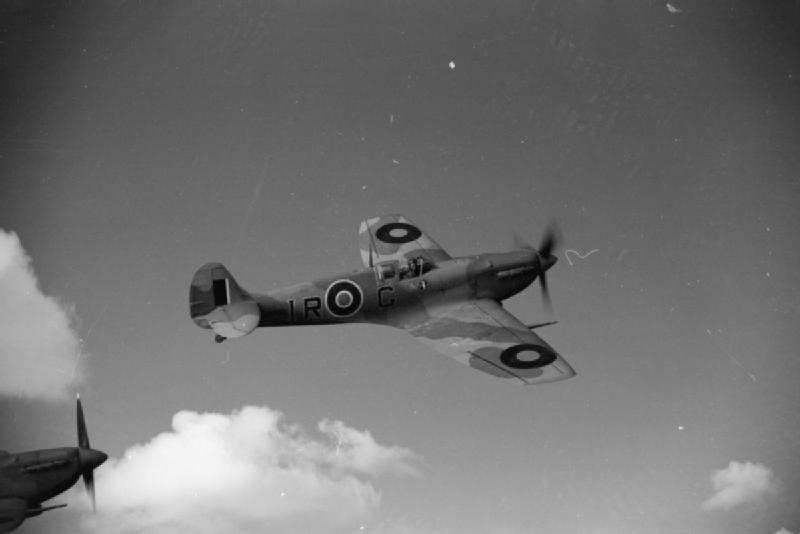
«Спитфайр» LF Mk.VB trop в полёте. Тунис, 1942 г. Маловысотная модификация с укороченными законцовками крыла. Для эксплуатации в условиях Средиземноморья перед всасывающими патрубками карбюраторов смонтирован противопыльный фильтр «Абукир».

Нагнетатель «Мерлина» был изначально разработан, чтобы позволить двигателю достигать максимальной мощности на высоте 16 000 футов (4877 м). В 1938 г. Стэнли Хукер, выпускник Оксфорда по специальности «прикладная математика», объяснял «…Вскоре я хорошо познакомился с конструкцией нагнетателя и карбюратора „Мерлина“ … Поскольку нагнетатель устанавливался в задней части двигателя, его конструкцию было довольно сложно изменять и трубопровод, подводящий воздух к крыльчатке, выглядел очень стиснутым …» Испытания, проведённые Хукером, показали, что конструкция воздухозаборника неэффективна и ограничивает производительность нагнетателя. Впоследствии Хукер разработал новый тракт подачи воздуха с улучшенными характеристиками потока, что обеспечило достижение максимальной мощности двигателя на большей высоте, свыше 19 000 футов (5791 м); а также улучшил конструкцию как крыльчатки, так и диффузора, чтобы обеспечить управление проходящим через них потоком воздуха. Данные изменения привели к разработке одноступенчатых «Мерлинов» модификаций XX и 45.
Значительным шагом вперёд в конструкции нагнетателя стало внедрение в 1938 году двухскоростного привода крыльчатки (разработанного французской компанией Farman) на «Мерлине» X. Впоследствии на «Мерлине» XX были объединены двухскоростной привод, а также ещё несколько улучшений, что позволило увеличить темпы производства «Мерлинов». Низкая передача использовалась в диапазоне высот от 0 до 10 000 футов (3048 м), вращая крыльчатку на этой высоте со скоростью 21 597 об./мин и обеспечивая тягу в 1 240 л.с.; на высокой передаче (25 148 об./мин) выходная мощность составляла 1 175 л.с. на высоте 18 000 футов (5486 м). Указанные показатели достигались при оборотах двигателя 2 850 об./мин с использованием наддува +9 фунтов на дюйм² (162,03 кПа, 1,6 атм, 1215 мм рт. ст.).
В 1940 г. после получения в марте этого же года запроса от Министерства Авиационной Промышленности на «Мерлин» высотностью 40 000 футов (12192 м) в качестве альтернативы турбокомпрессорному «Геркулес» Mk.VIII, устанавливавшегося на прототипе высотного бомбардировщика Виккерс «Веллингтон» Mk.V, Роллс-Ройс начал экспериментальную разработку двухступенчатого нагнетателя. Двигатель, с таким нагнетателем прошёл стендовые испытания в апреле 1941 г. и, в конце концов, стал «Мерлином» 60. Для первой ступени использовалась базовая конструкция модифицированного нагнетателя «Валчера», а для второй ступени — нагнетатель «Мерлина» 46. Теплообменник с жидкостным охлаждением, установленный сверху корпуса нагнетателя использовался для предотвращения перегрева сжатой топливо-воздушной смеси. Также рассматривался и турбонагнетатель, но, несмотря на преимущество в более низком расходе топлива, дополнительный вес и необходимость добавить дополнительные трубопроводы и заслонки для выхлопных газов, означали, что данный вариант будет отвергнут в пользу двухступенчатого приводного нагнетателя. С двухступенчатым двухскоростным нагнетателем, «Мерлин» 60 на высоте 30 000 футов (9144 м) был на 300 л.с. мощнее «Мерлина» 45, На этой высоте «Спитфайр» Mk.IX был примерно на 112 км/ч быстрее «Спитфайра» Mk.V.
Семейство «Мерлинов» с двухступенчатыми нагнетателями увеличилось в 1943 г. с появлением «Мерлина» 66, передаточные значения нагнетателя которого были подобраны для увеличения выходной мощности на малых высотах и «Мерлина» 70, который был спроектирован для обеспечения бо́льшей мощности на больших высотах.
Пока шли работы над двухступенчатым нагнетателем, Роллс-Ройс также продолжал развивать одноступенчатые нагнетатели, что привело в 1942 г. к разработке меньшей «обрубленной» крыльчатки для «Мерлинов» модификаций 45M и 55M; оба этих двигателя обеспечивали бо́льшую мощность на малых высотах. В строевых частях модификация «Спитфайра» LF.V с такими двигателями получила известность как «обрезанный, обрубленный и потрескиващий Спитти» (англ. "clipped, clapped, and cropped Spitty") за укороченный размах крыла, обрубленную крыльчатку нагнетателя и далеко не идеальное состояние потрёпанных планеров.
|  |  |  |

### Развитие карбюратора
По расчётам, использование карбюраторов давало бо́льшую выходную удельную мощность, вследствие более низкой температуры и, следовательно, большей плотности топливо-воздушной смеси, по сравнению с системами непосредственного впрыска. Тем не менее, поплавковый карбюратор «Мерлина» подразумевал, что как «Спитфайр», так и «Харрикейн» не могли выполнять крутое пикирование и другие манёвры с отрицательными перегрузками. Современный им Bf.109E, с двигателем, оборудованным системой непосредственного впрыска, мог выходить из-под атаки энергичным пикированием, оставляя преследователя позади. Потеря скорости самолётов с карбюраторным двигателем происходила из-за кратковременной потери мощности, вызванной прекращением подачи в двигатель топливо-воздушной смеси, поскольку под действием отрицательной перегрузки топливо вытекало из поплавковой камеры карбюратора. Лётчики-истребители RAF вскоре освоили выполнение полубочки перед началом пикирования при преследовании противника. «Дроссельная шайба мисс Шиллинг» — ограничитель в тракте подачи топлива вместе с диафрагмой, установленной в поплавковой камере для удержания топлива при отрицательных перегрузках, некоторым образом вылечило недостаток топлива при пикировании; тем не менее, всё ещё оставалась проблема с недобором максимальной мощности при богатой смеси. Другим улучшением стало перемещение выходного отверстия для топлива с нижней части карбюратора SU вверх, примерно на половину его высоты, что позволило топливу поступать одинаково хорошо как при отрицательных, так и при положительных перегрузках.
Дальнейшие улучшения, внедрённые на «Мерлинах» всех серий: в 1943 г. был внедрен карбюратор c постоянным разрежением конструкции Бендикс-Стромберг, который подавал топливо с постоянным давлением 34,47 кПа (0,34 бар, 5 фунтов на дюйм²) через форсунку, установленную непосредственно в нагнетателе, им оснащались «Мерлины» модификаций 66, 70, 76, 77 и 85. Окончательным вариантом, устанавливавшимся на сотые модификации «Мерлинов», стал карбюратор c постоянным разрежением типа SU, который впрыскивал топливо в нагнетатель, используя топливный насос, управление которым осуществлялось в зависимости от оборотов двигателя и степени сжатия.

### Улучшение топлива

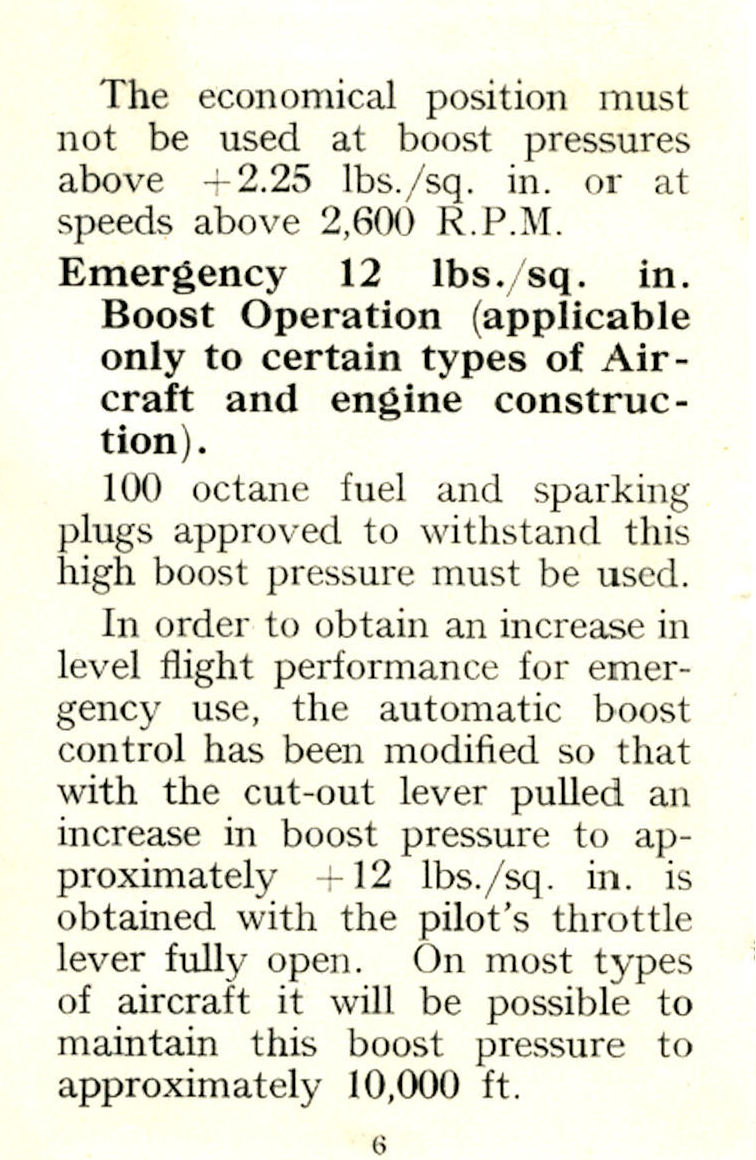
Страница из Справочника Лётчика по Merlin II, III и V (A.P.1590B), позволяющяя использовать наддув 12 фунтов на дюйм² и 100-октановый бензин.

В начале войны «Мерлины» I, II и III использовали стандартный 87-октановый авиационный бензин и выдавали только 1000 л.с. на 27-литровый рабочий объём: максимальное давление наддува при котором двигатель мог работать на 87-октановом топливе было +6 фунтов на дюйм² (141,34 кПа, 1,39 атм). Тем не менее, ещё в 1938 г. на 16-м Парижском авиасалоне Роллс-Ройс представил два варианта «Мерлина», разработанных под использование 100-октанового топлива. «Мерлин» R.M.2M выдавал 1 265 л.с. на высоте 2 400 м (7 870 футов), 1 285 л.с. на высоте 2 800 м (9 180 футов) и 1 320 л.с. на взлётном режиме; в то время как «Мерлин» X с двухскоростным нагнетателем на высшей передаче выдавал 1 150 л.с. на высоте 4 700 м (15 400 футов) и 1 160 л.с. на высоте 5 100 м (16 730 футов).
В конце 1939 г. были налажены поставки 100-октанового топлива из США, стран Латинской Америки, Ирана и, в меньших количествах, производство в Великобритании. Серийные двигатели «Мерлин» II и III получили небольшие модификации, позволившие использовать давление наддува +12 фунтов на дюйм² (182,71 кПа; 1,8 атм) в чрезвычайном режиме. При таких значениях наддува данные двигатели смогли обеспечить 1 310 л.с. на высоте 2743 м (9 000 футов) при 3 000 об./мин. Увеличение тяги допускалось максимум на пять минут и рассматривалось как «условие определённой перегрузки двигателя», если лётчик в полёте использовал чрезвычайный режим, он должен был доложить об этом после посадки, после чего это записывалось в формуляр двигателя, при этом офицер технической службы должен был проверить двигатель и установить на место дроссельную заслонку. Позднейшие модификации «Мерлина» использовали только 100-октановое топливо и ограниченный пятиминутный боевой режим был повышен до значения наддува +18 фунтов на дюйм² (224,08 кПа; 2,21 атм).
В конце 1943 г. начались испытания нового сорта топлива «100/150» (150-октанового), отличавшегося ярко-зелёным цветом и «ужасным запахом». Вначале были проведены испытания с добавкой 6,5 см³ тетраэтилсвинца на галлон (4,546 л) 100-октанового топлива (1,43 см³ на литр), но такая смесь приводила к осаждению свинца в камерах сгорания, вызывая сильное засвинцовывание свечей зажигания. Лучшие результаты были получены добавлением в 100-октановое топливо 2,5 % монометиланилина. Новое топливо позволило увеличить наддув при пятиминутном повышенном режиме «Мерлина» 66 до +25 фунтов на дюйм² (272,34 кПа; 2,69 атм). С таким приростом тяги «Мерлин» 66 выдавал 2 000 л.с. на уровне моря и 1 860 л.с. на высоте 3200 м (10500 футов).
Начиная с марта 1944 г. Спитфайры IX с «Мерлинами» 66 двух эскадрилий ПВО Великобритании были подготовлены к использованию нового топлива для проведения эксплуатационных испытаний и именно это позволило успешно примененить их летом 1944 г., когда благодаря этому новшеству Спитфайры L.F. Mk.IX смогли перехватывать крылатые ракеты Фау-1, шедшие на малых высотах. Топливо сорта «100/150» также использовалось на ночных истребителях Москито ПВО Великобритании при перехвате Фау-1. В начале февраля 1945 г. Спитфайры вторых Тактических ВВС Великобритании также начали использовать топливо «100/150». 

## Производство
Производство двигателей Роллс-Ройс «Мерлин» разворачивалось в соответствии с замыслами и планами Эрнста Хайвза, который иногда приходил в бешенство от неприкрытого самодовольства и волокиты, что отмечалось в его частой переписке с Министерством Авиации и представителями местных органов власти. Хайвз был сторонником «теневых фабрик» — мобилизационных резервов производства на случай войны и, предчувствуя скорое начало войны, продвигал планы производства «Мерлинов» в достаточных для быстро растущих королевских ВВС количествах. Несмотря на важность непрерывного производства, несколько фабрик были подвержены рабочему движению. На момент окончания серийного выпуска в 1950 г., было построено почти 150 000 двигателей «Мерлин»; более 112 000 в Великобритании и более чем 37 000 по лицензии в США.

### Дерби

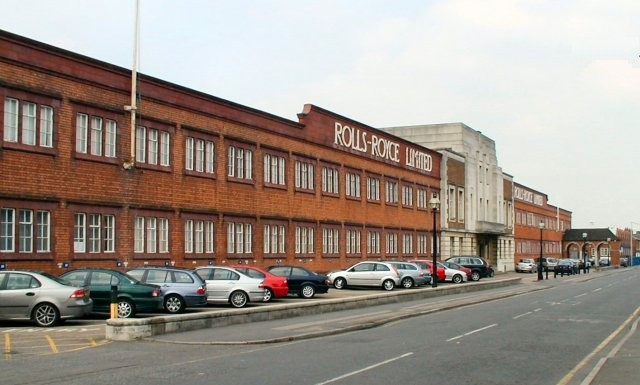
Фабрика Роллс-Ройс в Дерби, Найтингел Роуд (фотография 2005)

Существующее подразделение Роллс-Ройс в Осмастоне, графство Дерби не годилось для крупномасштабного производства двигателей, хотя за период с 1935 по 1939 годы производственные площади увеличились, так или иначе, на 25 %; тем не менее, Хайвс планировал выпустить на ней, для начала, две — три сотни двигателей, до того как будут излечены «детские болезни». С трудовыми ресурсами, состоявшими преимущественно из инженеров-проектировщиков и высококвалифицированных специалистов, фабрика в Дерби выполняла большинство работ по разработке «Мерлина» одновременно с проведением лётных испытаний на расположенной неподалёку авиабазе ВВС Хакнелл. Хотя в марте 2008 г. фабрика закрылась, фирма Роллс-Ройс по-прежнему сохраняет значительное присутствие в Дерби.

### Кру
Столкнувшись с растущим спросом на двигатели «Мерлин», Роллс-Ройс начала строительство нового предприятия в Кру в мае 1938 г., выпуск двигателей на фабрике начался в 1939 г. Фабрика в Кру имела удобное автомобильное и железнодорожное сообщение с существующими подразделениями в Дерби. Первоначально, производство в Кру планировалось в расчёте на использовании неквалифицированной рабочей силы и субподрядчиков с которыми, как предполагал Хайвз, не должно было возникнуть никаких особых сложностей, но количество необходимых деталей, поставляемых по субподрядам, таких, как гильзы цилиндров, коленчатые и распределительные валы, в конце концов, оправдало расширение производства, с тем, чтобы производить эти комплектующие на месте.
Первоначально местные власти обещали построить до конца 1938 г. 1000 новых домов, чтобы разместить рабочих, но к февралю 1939 г. был заключён контракт только на 100. Хайвз был разгневан такой самоуспокоенностью и стал грозить переносом производства, но своевременное вмешательство Министерства авиации улучшило ситуацию.
В 1940 г., когда женщины заменили мужчин на револьверных станках, произошла забастовка, профсоюз рабочих настаивал, что эта работа относится к разряду квалифицированных; тем не менее, спустя 10 дней, люди вернулись к работе. После войны фабрика использовалась для производства автомобилей «Бентли», в 1998 г. концерн Фольксваген приобрёл как торговую марку, так и завод. В настоящее время он известен как Бентли Кру (англ. Bentley Crewe).

### Глазго

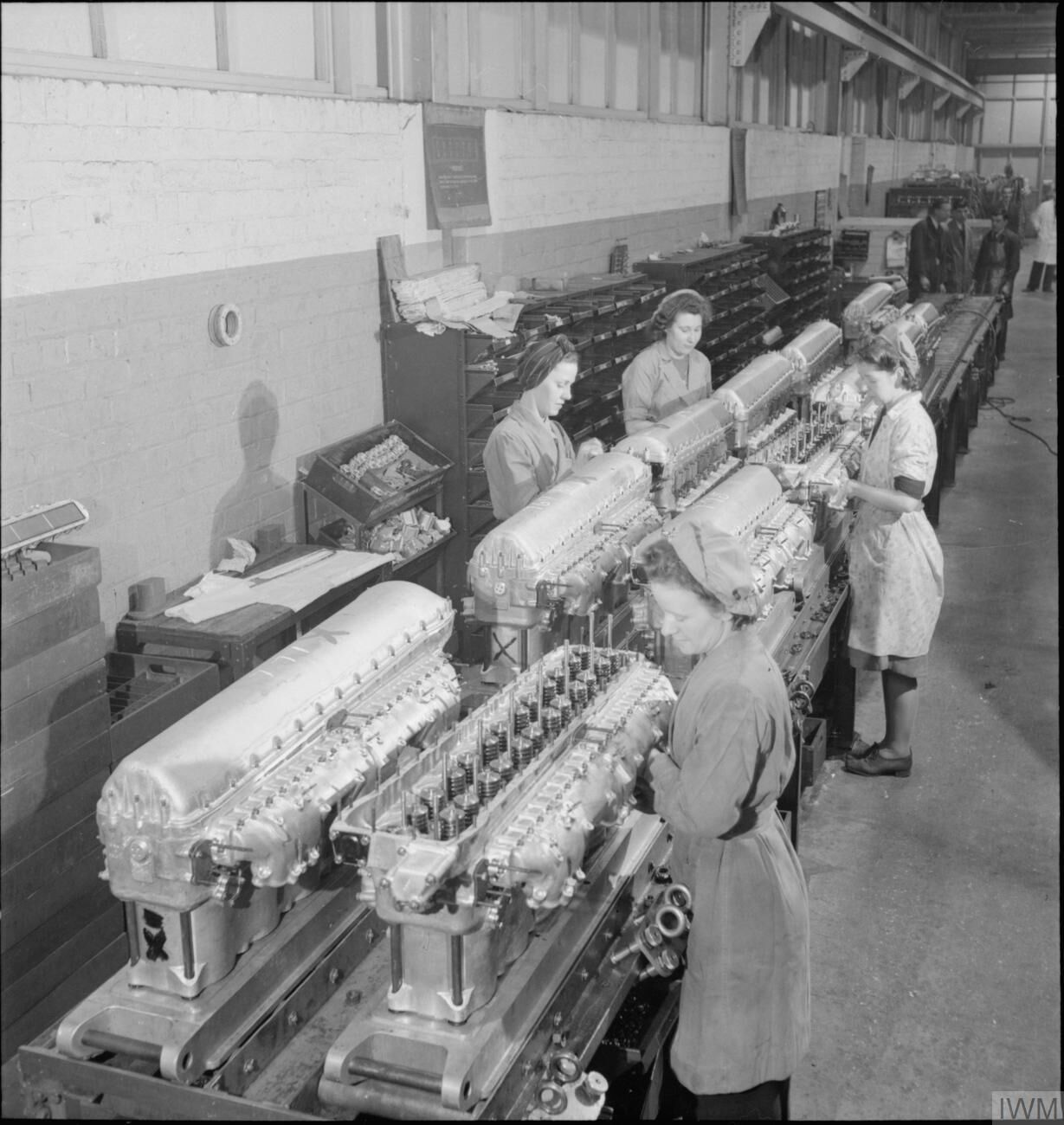
Женщины-рабочие собирают блоки цилиндров на производственной линии двигателей «Мерлин» в Хиллингтоне, 1942 г.

В дальнейшем Хайвз рекомендовал построить фабрику около Глазго, чтобы эффективно использовать изобилие местной рабочей силы и поддержать сталелитейные и кузнечно-прессовые производства шотландских промышленников. Такое предприятие, субсидируемое и управляемое правительством было построено в Хиллингтоне с июня 1939 г., рабочие начали переезжать в помещения в октябре, спустя месяц после начала войны, монтаж производственных линий фабрики был закончен в октябре 1940 г. В Глазго также возник жилищный кризис, и Хайвз снова попросил вмешаться Министерство Авиации.
С штатом 16 000 человек, фабрика в Глазго стала одним из крупнейших промышленных предприятий в Шотландии. В отличие от заводов в Дерби или Кру, которые в значительной степени полагались на внешних субподрядчиков, почти все комплектующие «Мерлинов» она производила самостоятельно. В ноябре 1940 г. с производственной линии стали сходить первые двигатели, к июню 1941 г. ежемесячный выпуск достиг 200, а к маю 1942 г. — 400 шт. Всего было выпущено 23 675 двигателей. Спустя несколько месяцев, существенной проблемой стал абсентеизм (прогулы) рабочих из-за физического и психологического воздействия условий военного времени, таких как частое пребывание в бомбоубежищах. Было решено слегка сократить рабочее время на тяжёлых производствах — до 82 часов в неделю с поощрением в одну половину воскресенья в месяц в качестве выходного. Сообщалось, что рекордная производительность составила 100 двигателей в день.
Сразу после войны предприятие восстанавливало и производило капитальный ремонт двигателей «Мерлин» и «Гриффон» и продолжало выпуск запчастей. Наконец, после завершения производства реактивных двигателей Rolls-Royce Avon и других, фабрика была закрыта в 2005 г.

### Манчестер
В начале 1940 г. Герберт Остин, отвечавший за планирование «теневых фабрик», обратился с предложением к британскому отделению фирмы Форд о возможности переоборудования заброшенного завода в Трэффорд-Парке в предприятие по производству авиадвигателей. Строительство нового завода началось в мае 1940 г. на площади 118 акров (47,75 га). В это время инженеры фирмы Форд были откомандированы для ознакомления с технологией производства на фабрику в Дерби, где их главный инженер объяснил сэру Стенли Хукеру, что допуски на изготовление деталей, используемые фирмой Роллс-Ройс, для них слишком малы. В результате потребовалось больше года на перевыпуск 20 000 чертежей с допусками на изготовление деталей, приемлемыми для фирмы Форд.
Завод Форд, законченный в мае 1941 г., был построен как две отдельные площадки для уменьшения возможного ущерба от бомбардировок. Во-первых, завод испытывал трудности с привлечением квалифицированных рабочих, поэтому на работу было принято значительное число женщин, молодёжи и неподготовленных работников. Несмотря на это, первый двигатель «Мерлин» сошёл с производственной линии спустя месяц после завершения строительства завода и к 1943 г. уровень производства составил 200 «Мерлинов» в неделю. Инвестиции Форда в оборудование и перепроектирование привели к тому, что необходимые для производства «Мерлина» трудозатраты в 10 000 человеко-часов, спустя три года снизились до 2 727 человеко-часов, в то время как стоимость двигателя упала с 6 540 фунтов в июне 1941 г. до 1 180 фунтов к концу войны. В своей автобиографии Not much of an Engineer («Не слишком-то инженер»), сэр Стэнли Хукер утверждал: «… как только началось производство на крупном заводе Форд в Манчестере, „Мерлины“ посыпались, как горох из мешка. Процент двигателей, отбракованных Министерством Авиации, был нулевым. Не был отбракован ни один двигатель из 30 400 выпущенных …». На заводе в Трэффорд Парк работало примерно 17 316 человек, включая 7 260 женщин и двух врачей-ординаторов и медсестёр. Производство «Мерлинов» начало снижаться в августе 1945 г., и было окончательно прекращено 23 марта 1946 г.

### Packard V-1650
Поскольку «Мерлин» считался для военной экономики очень важным, вскоре начались переговоры о развёртывании альтернативных производственных линий за пределами Великобритании. Сотрудники Роллс-Ройс посетили ряд североамериканских автомобилестроительных предприятий, чтобы выбрать одно для выпуска «Мерлинов» в США или Канаде. Генри Форд аннулировал первоначальное предложение по производству двигателей в США в июле 1940 г. и впоследствии подряд на поставку двигателей «Мерлин» на сумму 130 000 000 долларов получила компания Паккард. В сентябре 1940 г. было заключено соглашение и первый выпущенный Паккардом двигатель, получивший обозначение V-1650-1, сошёл с конвейера в августе 1941 г.

## Модификации «Мерлина»
- Merlin I
- Merlin II (RM 1S)
- Merlin III (RM 1S)
- Merlin IV
- Merlin V
- Merlin VIII
- Merlin X (RM 1SM)
- Merlin XII (RM 3S)
- Merlin XX (RM 3SM)
- Merlin 21
- Merlin 22
- Merlin 23
- Merlin 24
- Merlin 25
- Merlin 27
- Merlin 28
- Merlin 29
- Merlin 30
- Merlin 31
- Merlin 32 (RM 5M)
- Merlin 33
- Merlin 35
- Merlin 45 (RM 5S)
- Merlin 46
- Merlin 47 (RM 6S)
- Merlin 50M (RM 5S)
- Merlin 55
- Merlin 55M
- Merlin 61 (RM 8SM)
- Merlin 63
- Merlin 65
- Merlin 66
- Merlin 70
- Merlin 66 (RM 10SM)
- Merlin 68
- Merlin 68A
- Merlin 69
- Merlin 70
- Merlin 72/73
- Merlin 76/77 (RM 16SM)
- Merlin 85
- Merlin 87
- Merlin 100
- Merlin 102
- Merlin 113/114
- Merlin 113A/114A
- Merlin 130/131
- Merlin 133/134
- Merlin 140
- Merlin 224
- Merlin 225
- Merlin 266 (RM 10SM)
- Merlin 301
- Merlin 604
- Merlin 620
- Merlin 621
- Merlin 623

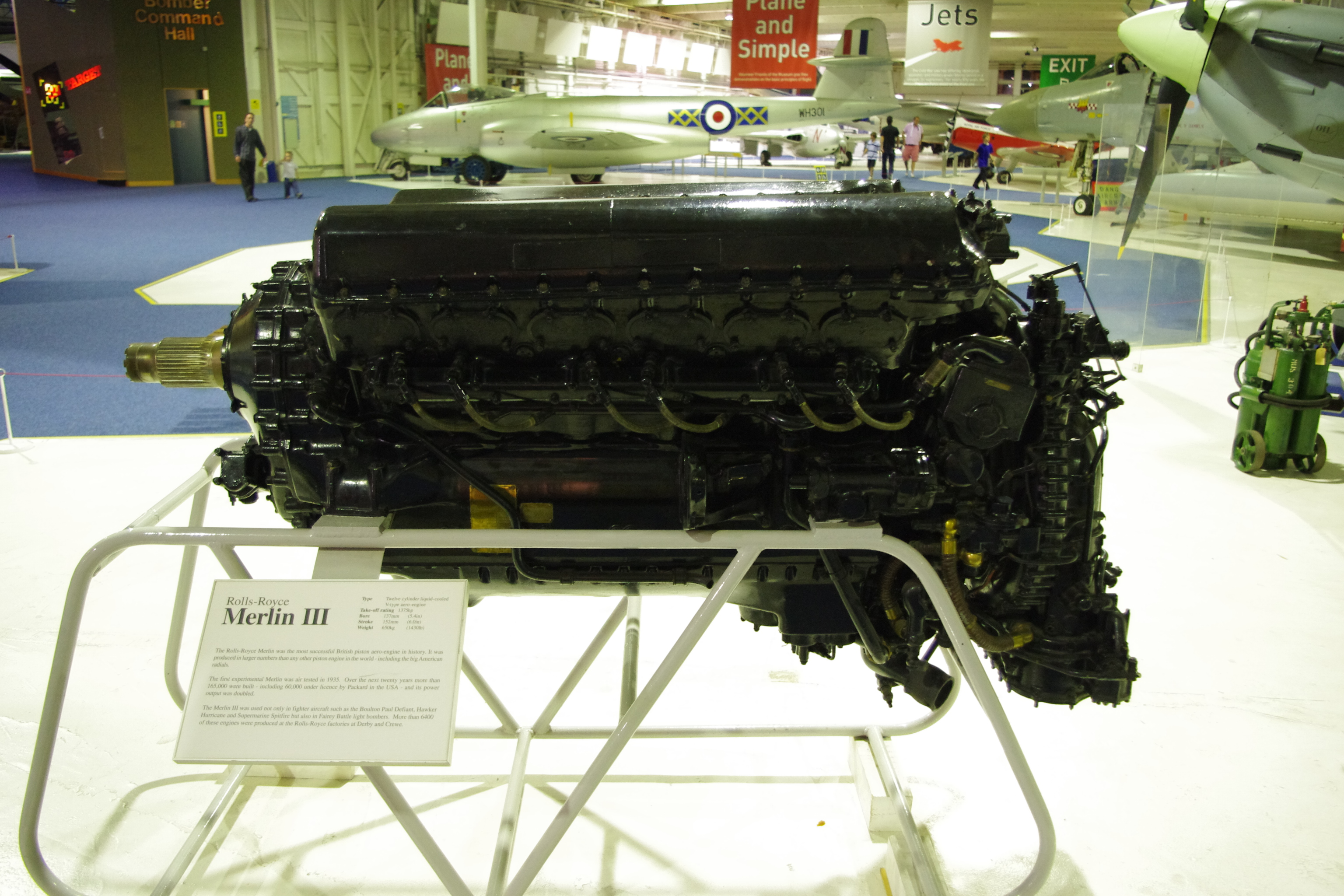
Роллс-Ройс «Мерлин» III, вид слева.

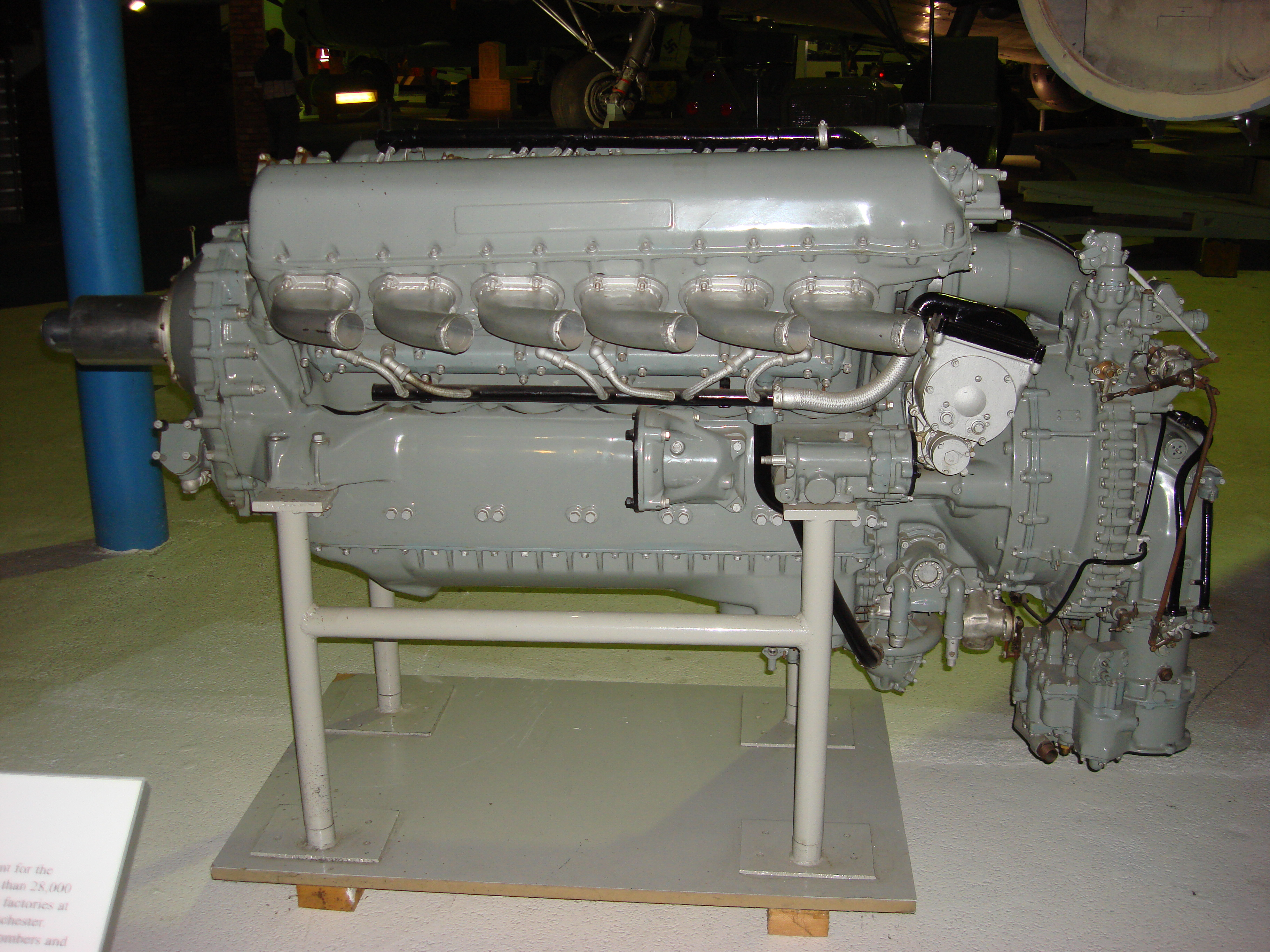
Роллс-Ройс «Мерлин» XX, вид слева.

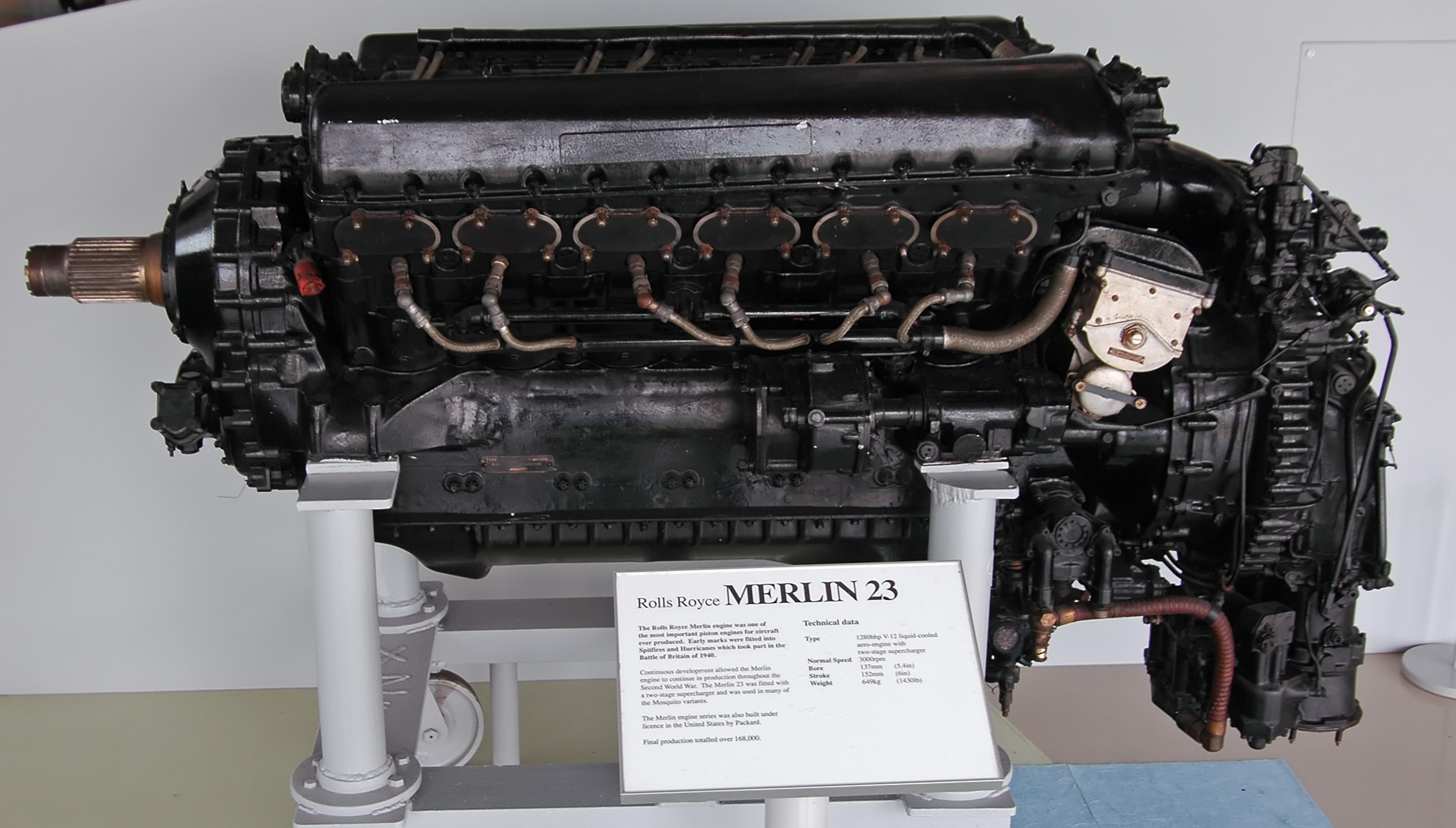
Роллс-Ройс «Мерлин» 23, вид слева.

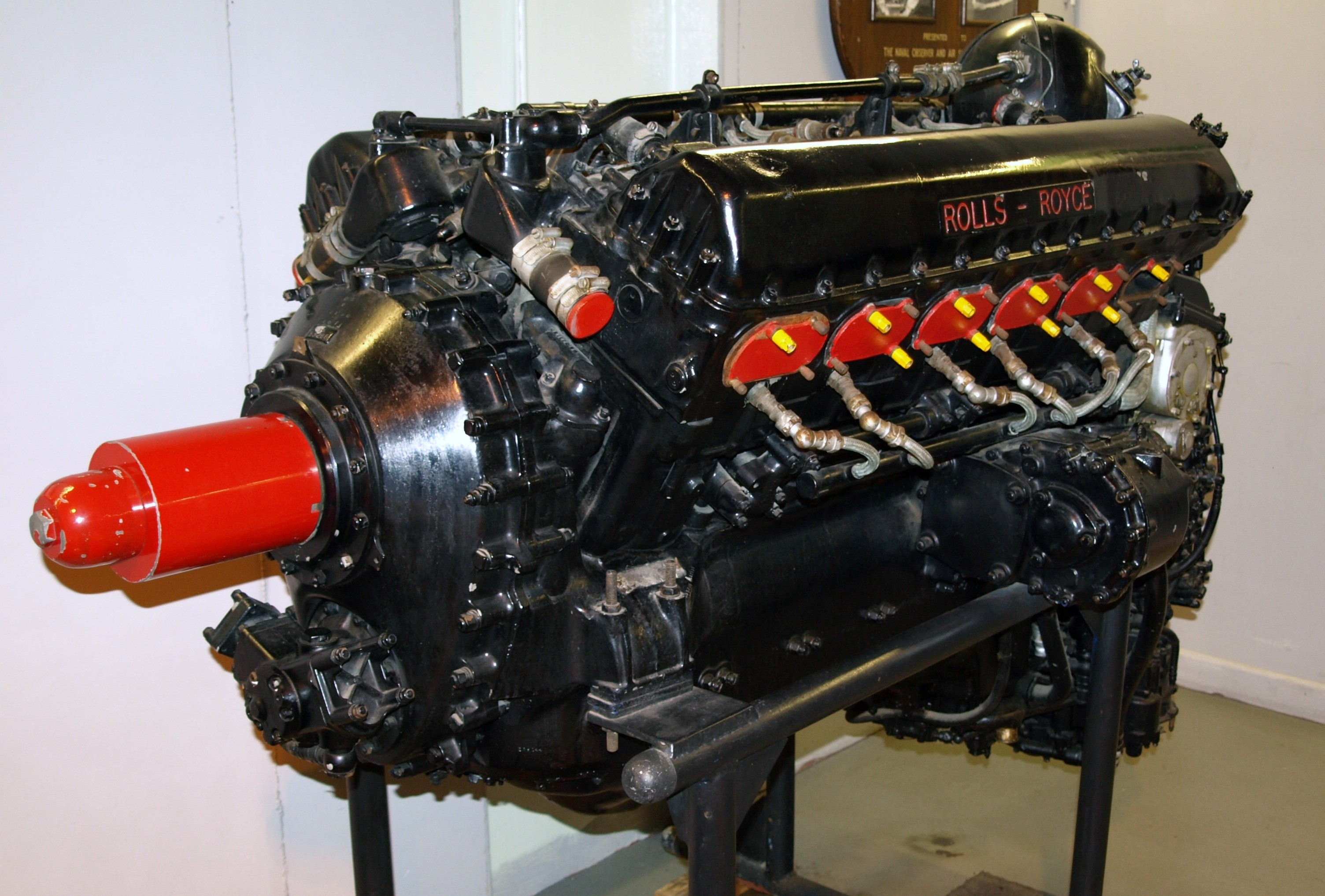
Роллс-Ройс «Мерлин» 35, вид спереди слева.

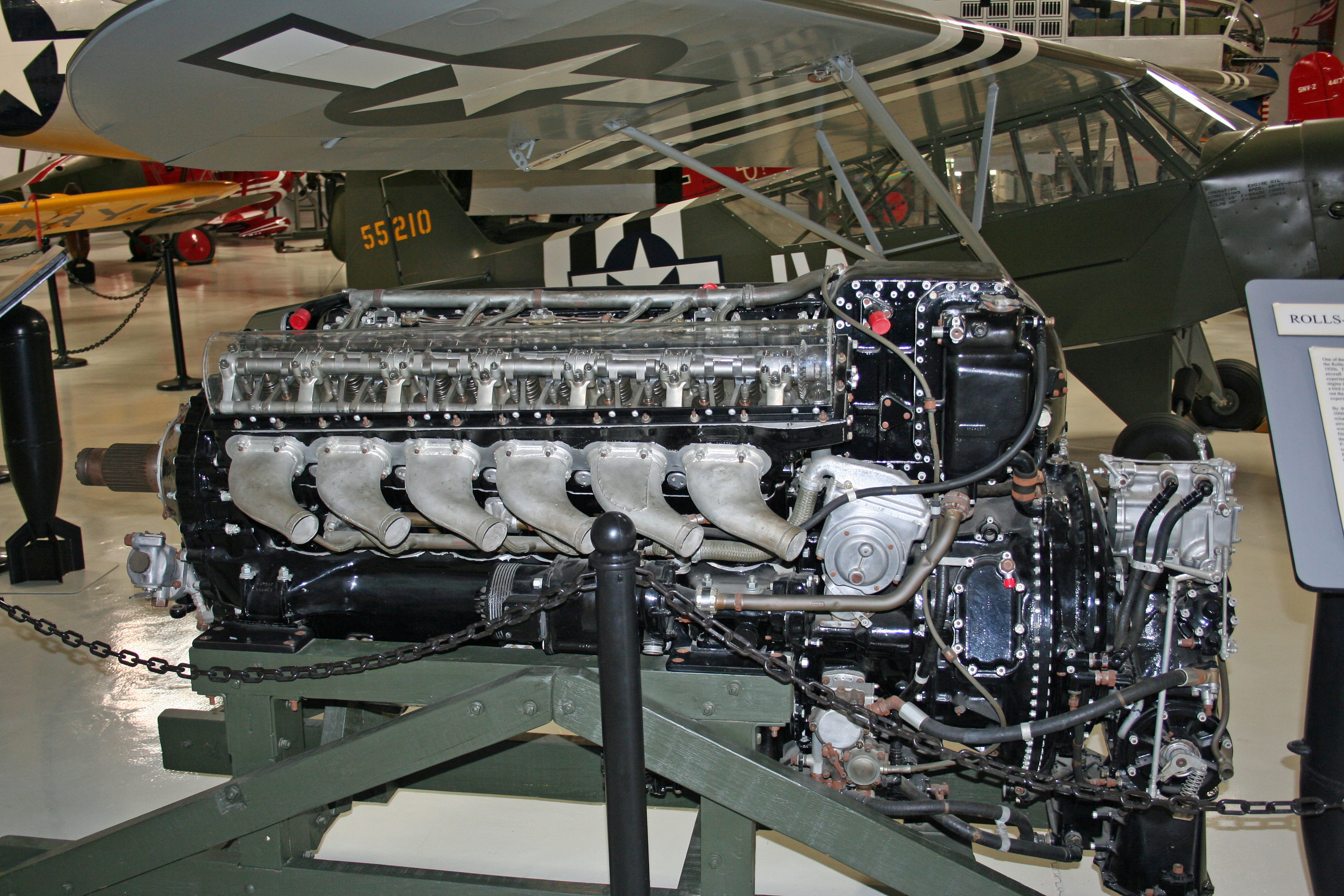
Роллс-Ройс «Мерлин» 63, вид слева.

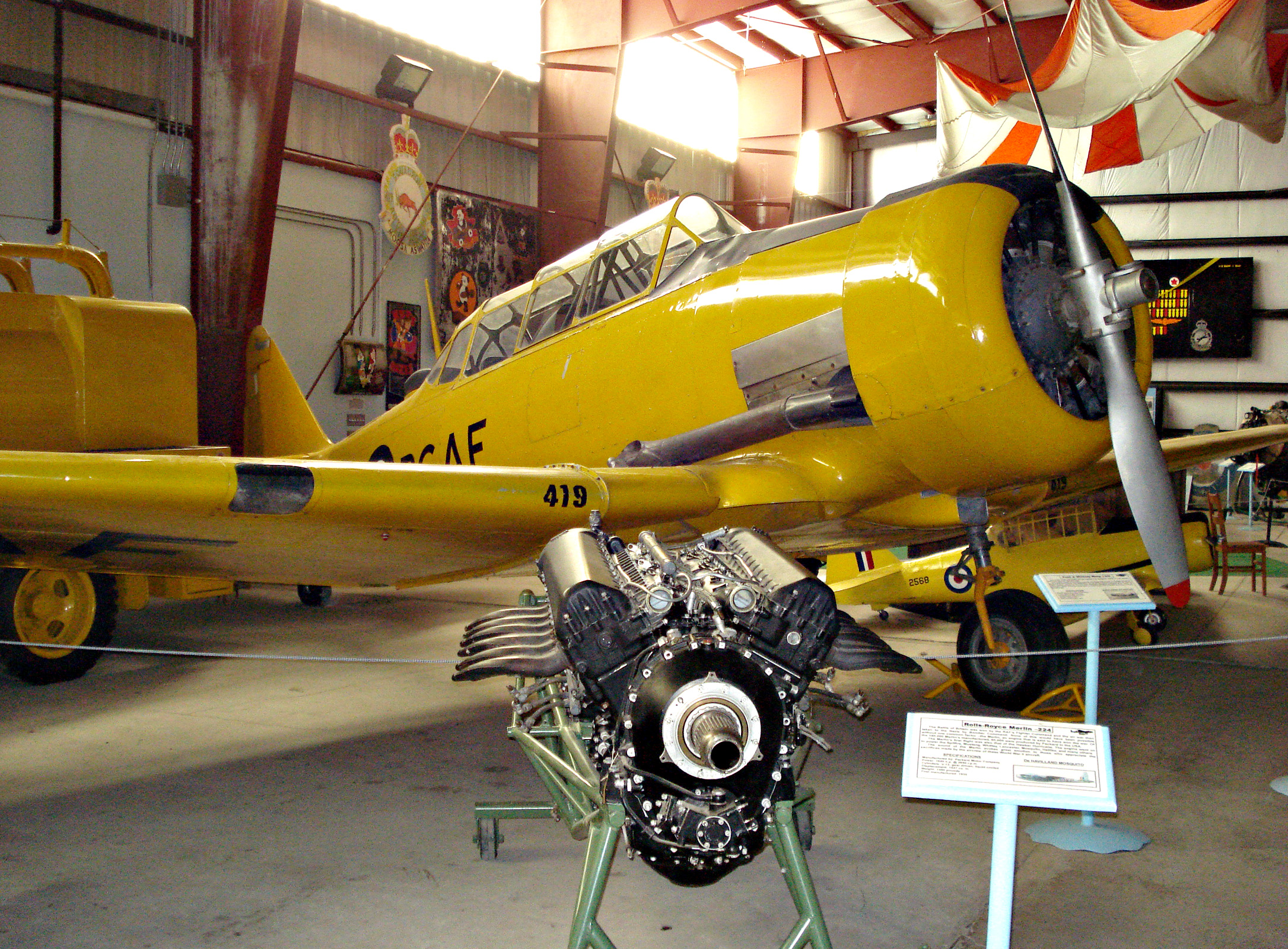
На переднем плане — Роллс-Ройс «Мерлин» 224, вид спереди.

114, 130, 134 — правые; 113, 131, 133 — левые двигатели двухмоторных самолётов (с правым и левым направлением вращения винта соответственно)

## Применение
|  |  |  |  |  |

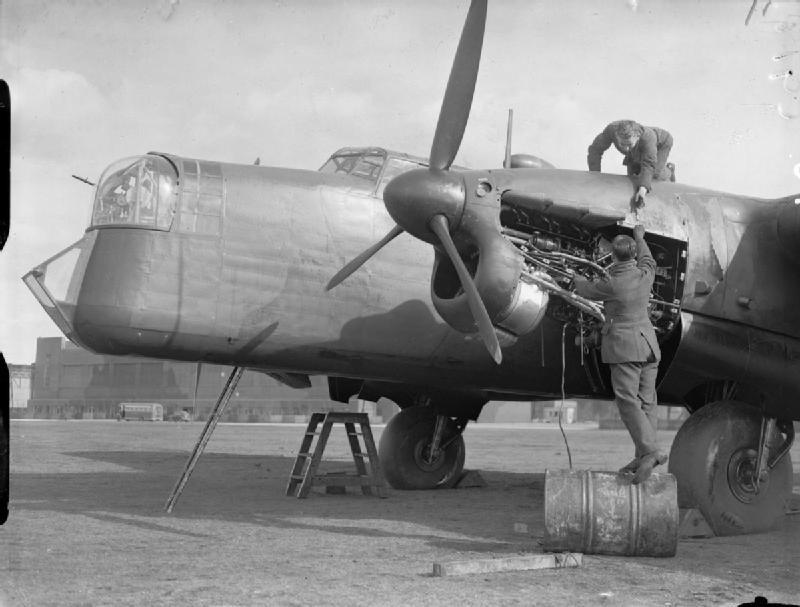
Техобслуживание двигателя «Мерлин» на самолёте Армстронг Уитворт «Уитли».

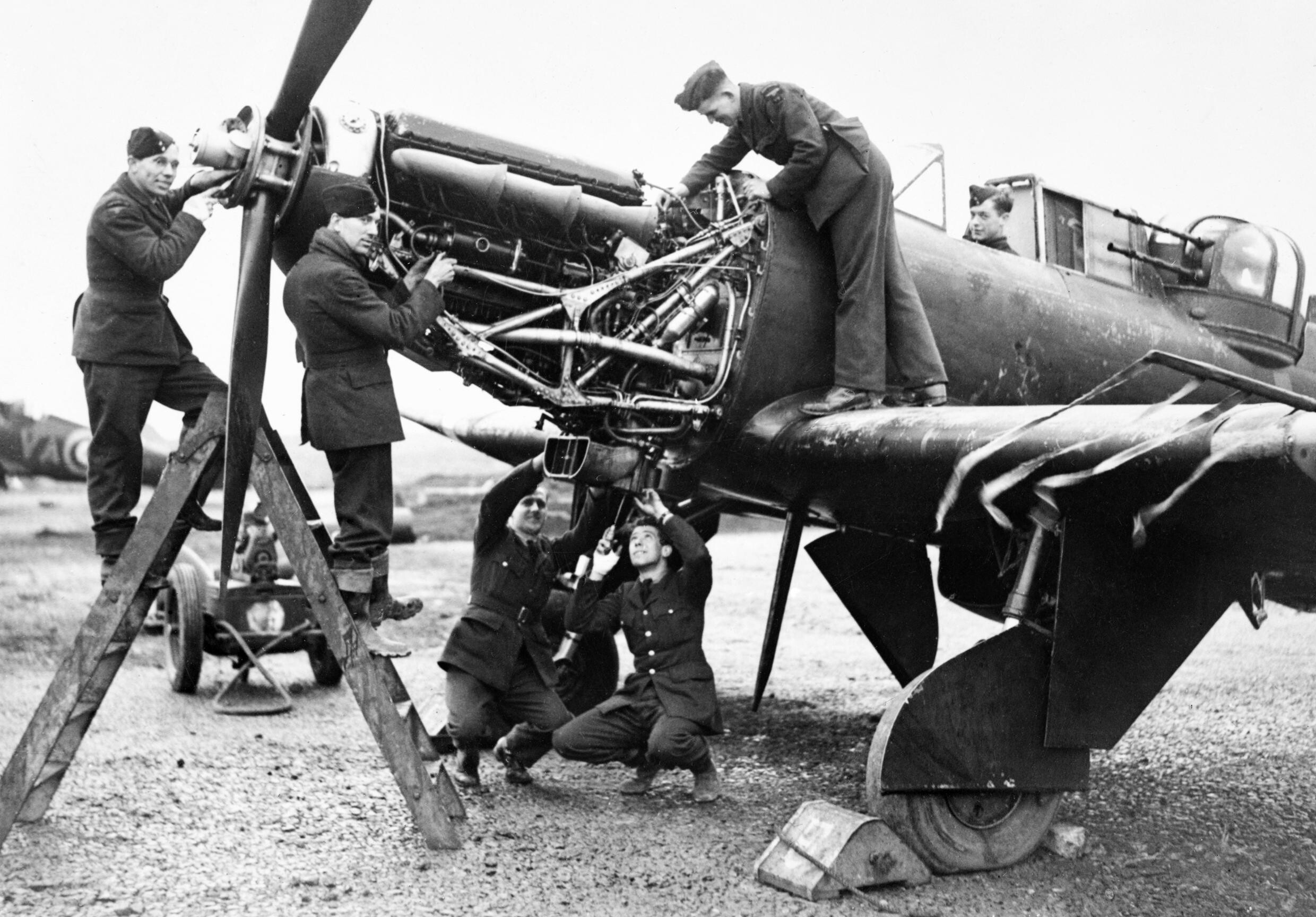
Техобслуживание двигателя «Мерлин» на самолёте Боултон Пол «Дифайент».

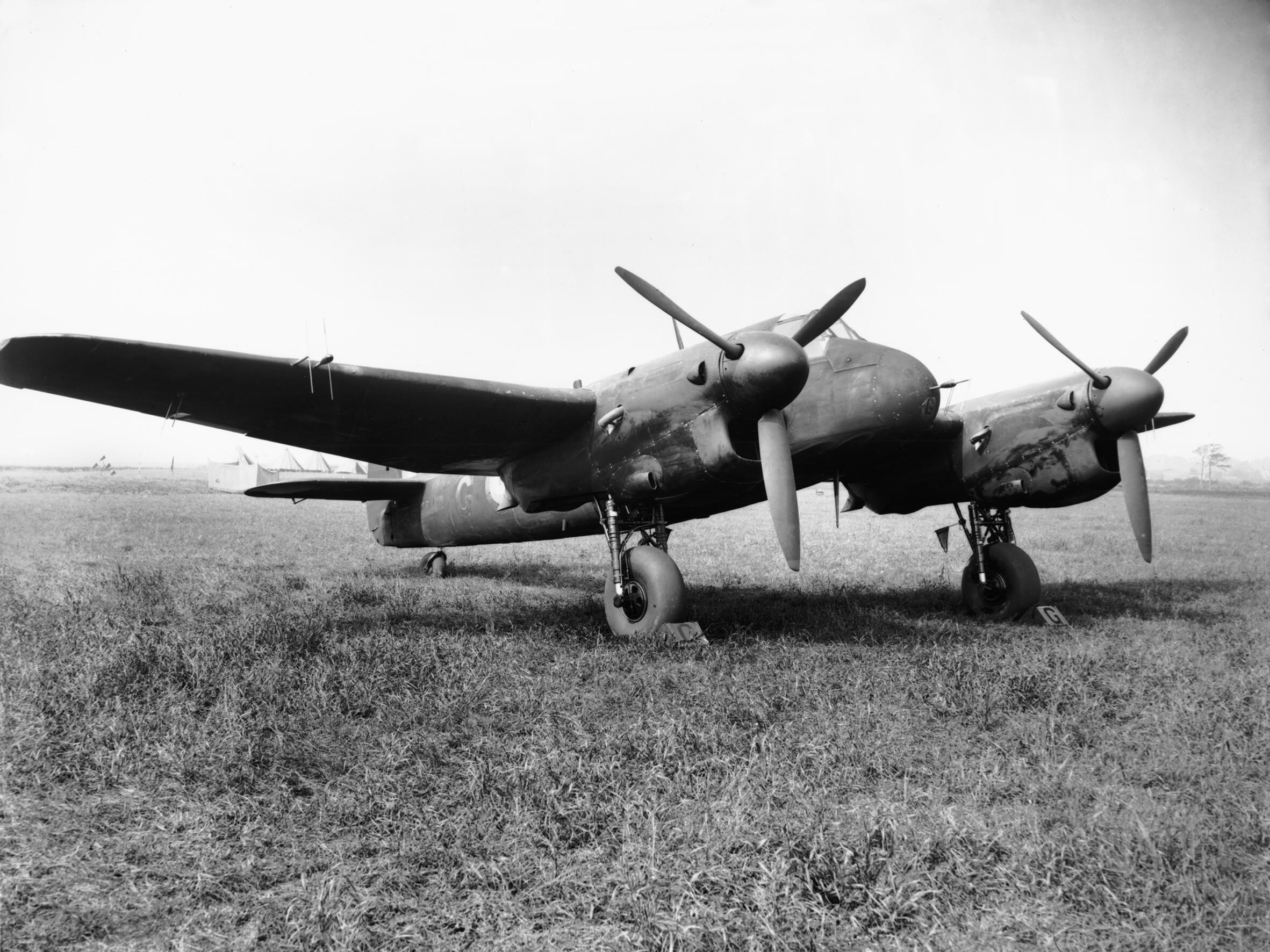
Ночной истребитель Бристоль «Бофайтер» NF Mk.II с двигателями «Мерлин» XX.

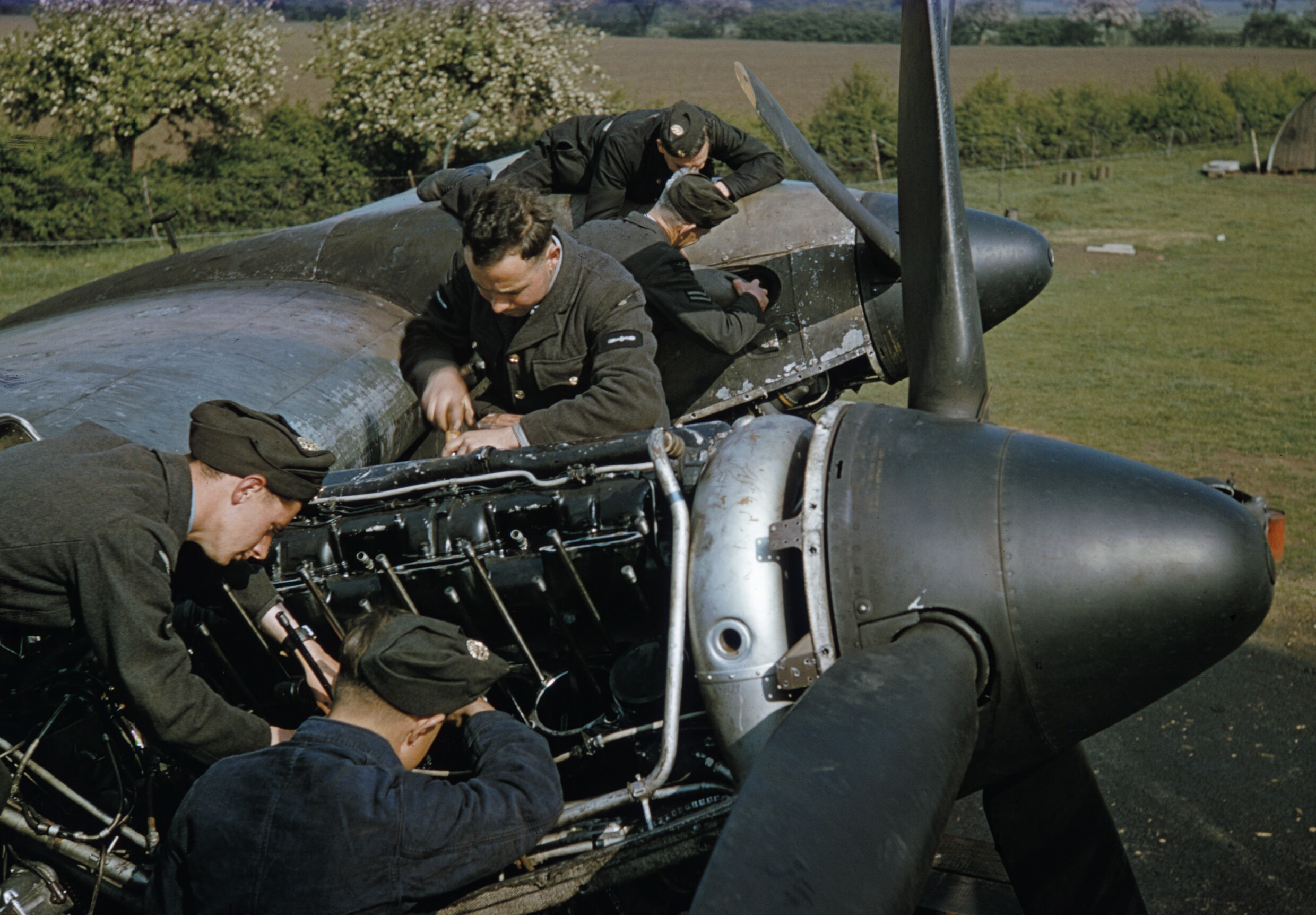
Техобслуживание двигателей «Мерлин» на самолёте Хэндли Пейдж «Галифакс».

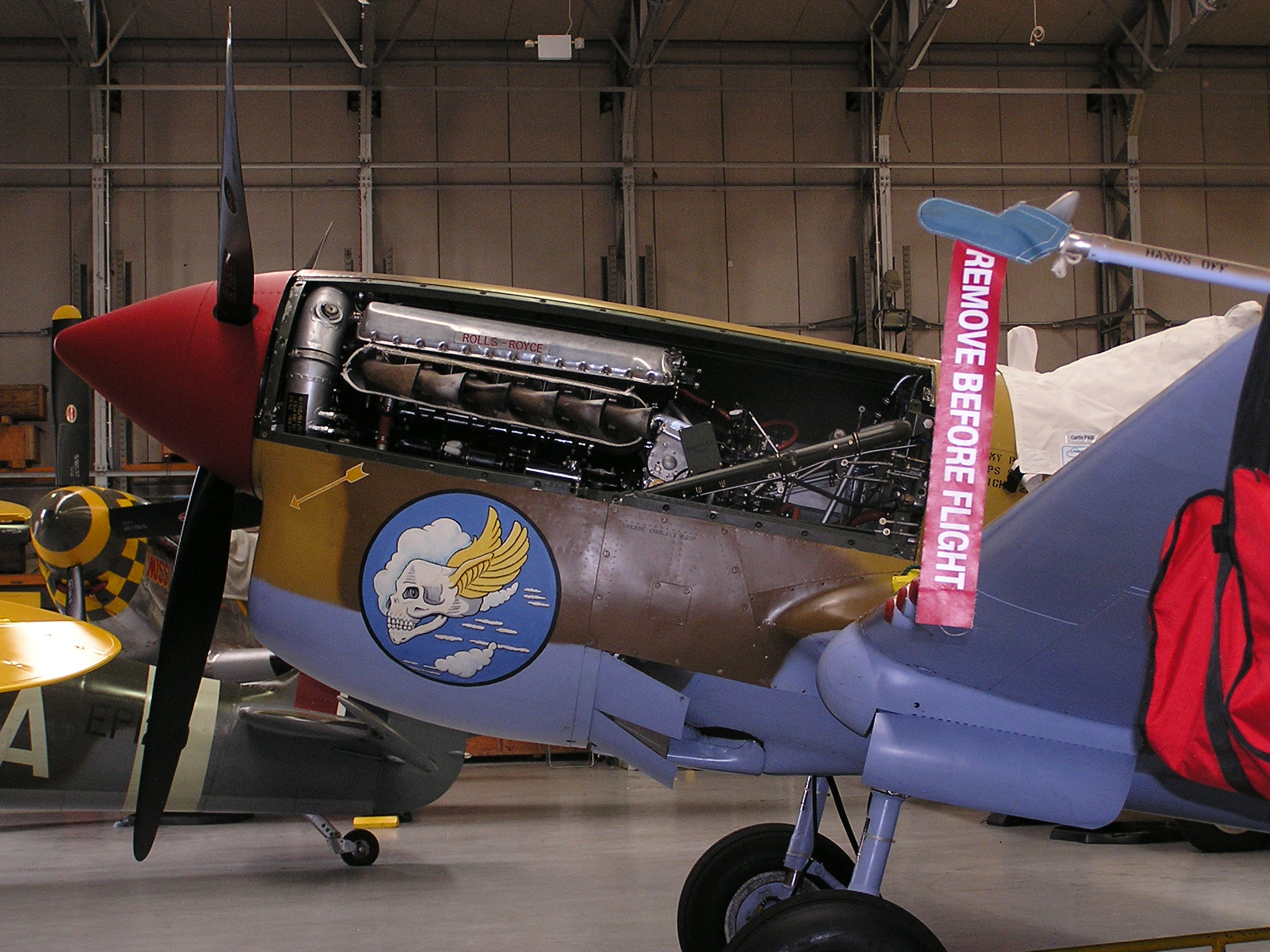
«Мерлин» на самолёте Кертис P-40F «Киттихок»

В хронологическом порядке, первые самолеты на которых Merlin вошёл в жизнь, это были — Farley Battle (лёгкий бомбардировщик), Hawker Hurricane и Supermarine Spitfire. Другие самолеты при упоминании которых сразу вспоминается Merlin — это четырёхдвигательный Avro Lancaster и двухдвигательный de Havilland Mosquito, сам по себе весьма знаменитый самолет второй мировой войны.
- Armstrong Whitworth Whitley
- Avro Athena
- Avro Lancaster
- Avro Lancastrian
- Avro Lincoln
- Avro Manchester III
- Avro Tudor
- Avro York
- Boulton Paul Balliol
- Boulton Paul Defiant
- Bristol Beaufighter
- CAC CA-18 Mark 23 Mustang
- Canadair North Star
- CASA 2.111
- Cierva Air Horse
- Curtiss Kittyhawk P-40F, L
- de Havilland Mosquito
- de Havilland Hornet
- Fairey Barracuda
- Fairey Battle
- Fairey Fulmar
- Fairey P.4/34
- Fiat G.59
- FMA I.Ae. 30 Ñancú
- Handley Page Halifax
- Handley Page Halton
- Hawker Hart
- Hawker Henley
- Hawker Horsley
- Hawker Hotspur
- Hawker Hurricane и Sea Hurricane
- Hispano Aviación HA-1112
- North American Mustang Mk X, P-51B, C, D
- Miles M.20
- Renard R.38
- Short Sturgeon
- Supermarine Type 322
- Supermarine Seafire
- Supermarine Spitfire
- Vickers F.7/41
- Vickers Wellington
- Vickers Windsor
- Westland Welkin

## Послевоенное применение
После Второй Мировой войны были разработаны и запущены в серию новые модификации «Мерлина» (600-е и 700-е), предназначенные для пассажирского Avro Tudor, военно-транспортного Avro York и Canadair North Star, использовавшегося в обоих качествах. Данные двигатели, в основном, соответствовали военным требованиям с некоторыми незначительными изменениями для различных условий эксплуатации.
Модификация Messerschmitt Bf.109G-2 испанской постройки в 1954 г. была доработана фирмой Hispano Aviación под установку двигателя Роллс-Ройс «Мерлин» 500-45 мощностью 1 600 л.с. Она получила обозначение Hispano Aviación HA-1112-M1L Buchon и выпускалась заводом в Севилье. «Мерлин» был достойной силовой установкой для последней серийной модификации «Мессершмитта», поскольку на прототипе Bf.109V1, взлетевшем в 1935 г., был установлен V-образный 12-цилиндровый двигатель Роллс-Ройс «Кестрел».
CASA 2.111, испанская модификация другого немецкого самолёта, Heinkel He 111, была переделана под «Мерлин» после прекращения поставок двигателей Junkers Jumo 211F-2 после окончания войны. Аналогичная ситуация вышли и с Fiat G.59, когда подошёл к концу наличный запас двигателей Daimler-Benz DB 605, выпускавшихся в Италии по лицензии.

## Альтернативное применение
Для установки на танки производилась модификация «Мерлина» Rolls-Royce Meteor без нагнетателя, в которой использовалось большее количество деталей из стали и железа. Развитие этой модификации привело к созданию уменьшенного Rolls-Royce Meteorite.
В 1938 г. Роллс-Ройс начала работы по модификации нескольких «Мерлинов», которые впоследствии устанавливались на британские торпедные и артиллерийские катера, а также на моторные катера сил поиска и спасения ВВС. Для этого нагнетатели заменялись на одноступенчатые, а двигатели перепроектировались для использования на море.
Ирландская армия проводила эксперименты, включавшие замену на танке «Черчилль» двигателя Бедфорд двигателем Роллс-Ройс «Мерлин», оставшихся от самолётов Seafire ВВС Ирландии. Эксперимент был неудачным, хотя причины не опубликовывались.

## Сохранившиеся экземпляры
Один из самых успешных авиационных двигателей эпохи Второй Мировой войны, «Мерлин» продолжает эксплуатироваться на многих отреставрированных исторических самолётах по всему свету. Наиболее известный современный эксплуатант «Мерлина» — Мемориальная эскадрилья Битвы за Британию королевских военно-воздушных сил Великобритании. В Англии Коллекция Шаттлворта владеет Хоукером Си Харрикейном Mk.IB и Супермарином Спитфайром VC с двигателями «Мерлин» — Си Харрикейн можно видеть на местных выставках в летние месяцы, в то время как Спитфайр в настоящее время проходит капитальную реставрацию.

## Технические характеристики (Merlin 61)
Данные из энциклопедии. (В Англии издаются энциклопедии как по самолетам, так и по двигателям к ним, тут явно данные из энциклопедии по двигателям)

### Основные характеристики
- Тип — 12-цилиндровый с компрессором, жидкостного охлаждения, 60° угол развала цилиндров, авиационный двигатель внутреннего сгорания.
- Диаметр поршня — 137 мм
- Ход поршня — 152 мм
- Рабочий объём — 27 литров
- Длина — 225 см
- Ширина — 78 см
- Высота — 102 см
- Сухой вес — 744 кг

### Компоненты
- Система клапанов и впуска/выпуска воздуха в двигатель и из него: система в которой клапаны приводятся в движение шатунами, расположенными на головке цилиндров, 2 впускных и 2 выпускных клапана на цилиндр, охлаждаемые натрием выпускные трубы
- нагнетатель: двухскоростной, двухуровневый. Давление в нагнетателе автоматически связывается с положением рычага газа в кабине самолета, воздух охлаждается в промежуточном охладителе, расположенном между первым и вторым уровнями нагнетателя.
- Топливная система: карбюратор с автоматическим контролем смеси. Два независимых топливных насоса.
- Тип топлива: 100/130 октановый бензин
- Масляная система: Сухой картер с одним насосом и двумя насосами продувки.
- Охлаждающая система: смесь из 70 % воды и 30 % этиленгликоля под давлением. Промежуточный охладитель нагнетателя имеет собственную систему охлаждения.
- Редуктор: 0.42:1

### Собственно производительность двигателя
- Мощность на выходе: 1290 л.с. на 3000 об/мин при взлете
  - 1565 л.с. на 3000 об/мин на эквивалентной высоте 3740 метров
  - 1580 л.с. на 3000 об/мин на эквивалентной высоте 7200 метров

(в зависимости от включенной ступени наддува компрессора)
Специфическая мощность: 43,6 кВт/литр
Степень сжатия: 6:1
Потребление топлива: от 177 л/час до 400 л/час
Отношение мощности к весу: 1,58 кВт/кг в режиме максимальной мощности